# Notación de poliedros de Conway

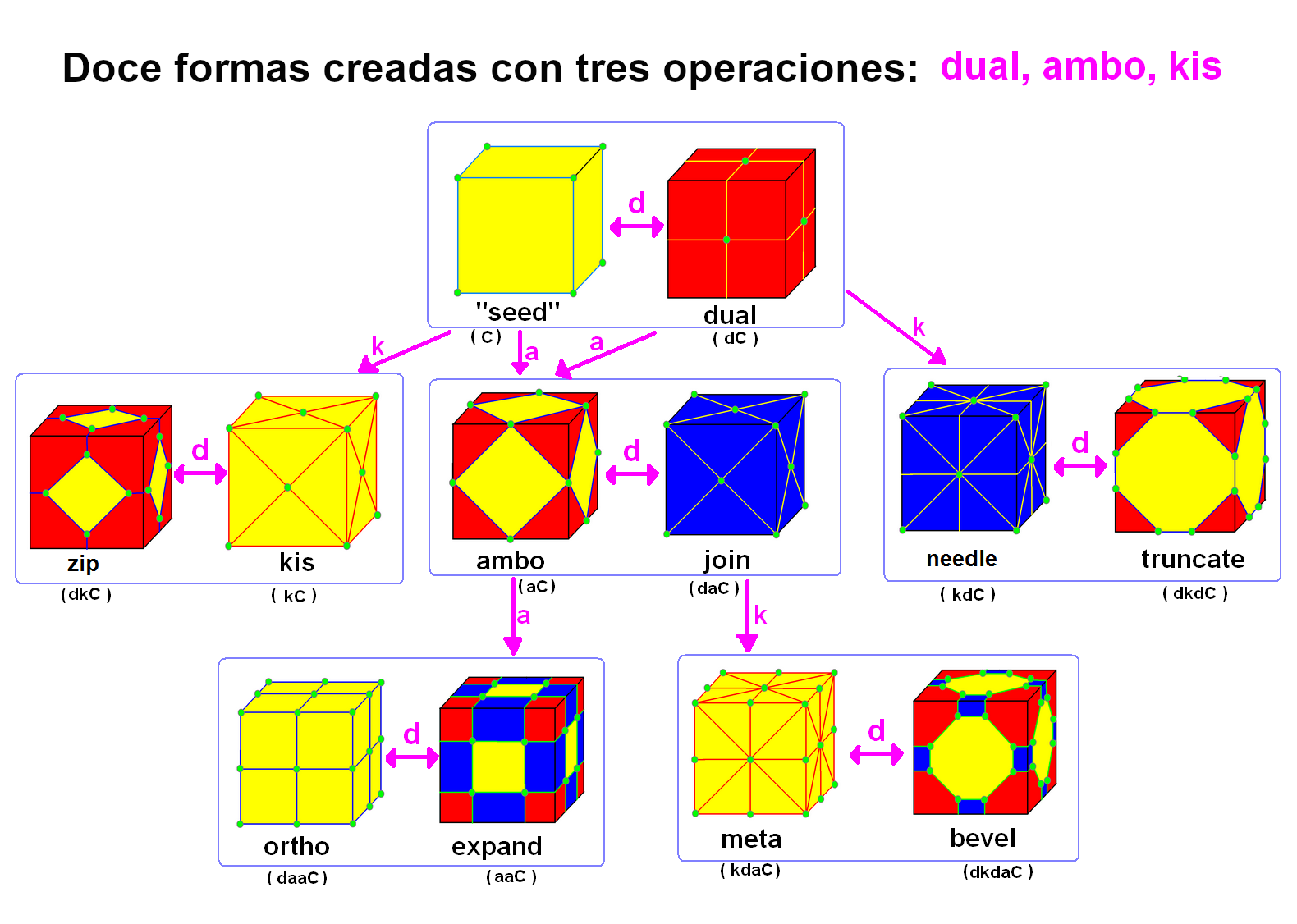
Este gráfico de ejemplo muestra cómo se pueden generar 11 nuevas formas a partir del cubo usando 3 operaciones. Los nuevos poliedros se muestran como aplicaciones en la superficie del cubo para que los cambios topológicos sean más evidentes. Los vértices están marcados en todas las formas con círculos

En geometría, la notación de poliedros de Conway, inventada por John Horton Conway y promovida por George W. Hart, se usa para describir poliedros basándose en un poliedro semilla modificado mediante distintas operaciones prefijadas.
Conway y Hart ampliaron la idea de utilizar operadores, como el truncamiento definido por Johannes Kepler, para construir poliedros relacionados con la misma simetría. Por ejemplo, tC representa un cubo truncado y taC, analizado como t(aC), es (topológicamente) un cuboctaedro truncado. El operador más simple, la conjugación intercambia elementos vértices y caras para obterner figuras duales; por ejemplo, el dual de un cubo es un octaedro: dC= O. Aplicados en serie, estos operadores permiten generar muchos poliedros de orden superior. Conway definió los operadores a (ambo), b (bisel), d (dual), e (expandir), g (giro), j (unir), k (kis), m (meta), o (orto), s (achatar) y t (truncar), mientras que Hart agregó r (reflejar) y p (hélice). En versiones posteriores se nombraron operadores adicionales, a veces denominados operadores extendidos. Las operaciones básicas de Conway son suficientes para generar los sólidos arquimedianos y los sólidos de Catalan a partir de los sólidos platónicos. Algunas operaciones básicas se pueden realizar como compuestos de otras: por ejemplo, el ambo aplicado dos veces es la operación de expansión (aa= e), mientras que un truncamiento después del ambo produce un bisel (ta= b).
Los poliedros se pueden estudiar topológicamente, en términos de cómo se conectan entre sí sus vértices, aristas y caras, o geométricamente, en términos de la ubicación de esos elementos en el espacio. Diferentes formas de estos operadores pueden generar poliedros que son geométricamente diferentes pero topológicamente equivalentes. Estos poliedros topológicamente equivalentes se pueden considerar como uno de los muchos grafos poliédricos embebidos en la esfera. A menos que se especifique lo contrario, en este artículo (y en la literatura sobre los operadores de Conway en general) la topología fija el criterio principal. Los poliedros con genus 0 (es decir, topológicamente equivalentes a una esfera) a menudo se colocan en forma canónica para evitar ambigüedades.

## Operadores
En la notación de Conway, los operadores sobre poliedros se aplican como funciones, de derecha a izquierda. Por ejemplo, un cuboctaedro es el ambo de un cubo, es decir,  {\displaystyle 1=a(C)=aC}, y un cuboctaedro truncado se representa como {\displaystyle 1=t(a(C))=t(aC)=taC}. La aplicación repetida de un operador se puede denotar con un exponente: j2 = o. En general, los operadores de Conway no son conmutativos.
Los operadores individuales se pueden visualizar en términos de dominios fundamentales (o recintos), como se muestra a continuación. Cada triángulo rectángulo es un dominio fundamental. Cada recinto blanco es una versión rotada de los demás, al igual que cada recinto de color. Para los operadores quirales, los recintos de colores son un reflejo de los recintos blancos y todos son transitivos. En términos de grupo, los operadores aquirales corresponden a los grupos diédricos Dn donde n es el número de aristas de una cara, mientras que los operadores quirales corresponden a grupos cíclicos Cn que carecen de la simetría reflexiva de los grupos diédricos. Los operadores aquiral y quiral también se denominan operaciones locales que preservan la simetría (LSP) y operaciones locales que preservan las simetrías y que preservan la orientación (LOPSP), respectivamente.
Los LSP deben entenderse como operaciones locales que preservan la simetría, no operaciones que preservan la simetría local. Nuevamente, estas son simetrías en un sentido topológico, no en un sentido geométrico: los ángulos exactos y las longitudes de los bordes pueden diferir.
| 3 (Triángulo) | 4 (Cuadrado) | 5 (Pentágono) | 6 (Hexágono) |
| --- | ------------ | ------------- | ------------ |
| |              |               |              |
| Dominios fundamentales de los grupos poliédricos. Los grupos son {\displaystyle D_{3},D_{4},D_{5},D_{6}} para poliedros aquirales y {\displaystyle C_{3},C_{4},C_{5},C_{6}} para poliedros quirales |              |               |              |

Hart introdujo el operador de reflexión r, que da la imagen especular del poliedro. Esto no es estrictamente un LOPSP, ya que no conserva la orientación: la invierte, intercambiando recintos blancos y rojos. r no tiene ningún efecto sobre los poliedros aquirales aparte de la orientación, y rr = S devuelve el poliedro original. Se puede utilizar una línea superior para indicar la otra forma quiral de un operador: s = rsr.
Una operación es irreducible si no puede expresarse como una composición de operadores aparte de d y r. La mayoría de los operadores originales de Conway son irreducibles: las excepciones son e, b, o y m.

### Representación matricial
| x   | {\displaystyle {\begin{bmatrix}a&b&c\\0&d&0\\a'&b'&c'\end{bmatrix}}=\mathbf {M} _{x}}                                 |
| xd  | {\displaystyle {\begin{bmatrix}c&b&a\\0&d&0\\c'&b'&a'\end{bmatrix}}=\mathbf {M} _{x}\mathbf {M} _{d}}                 |
| dx  | {\displaystyle {\begin{bmatrix}a'&b'&c'\\0&d&0\\a&b&c\end{bmatrix}}=\mathbf {M} _{d}\mathbf {M} _{x}}                 |
| dxd | {\displaystyle {\begin{bmatrix}c'&b'&a'\\0&d&0\\c&b&a\end{bmatrix}}=\mathbf {M} _{d}\mathbf {M} _{x}\mathbf {M} _{d}} |

La relación entre el número de vértices, aristas y caras de la semilla y el poliedro creado por las operaciones enumeradas en este artículo se puede expresar como una matriz {\displaystyle \mathbf {M} _{x}}. Cuando x es el operador, {\displaystyle v,e,f} son los vértices, aristas y caras de la semilla (respectivamente), y {\displaystyle v',e',f'} son los vértices, aristas y caras del resultado, entonces
{\displaystyle \mathbf {M} _{x}{\begin{bmatrix}v\\e\\f\end{bmatrix}}={\begin{bmatrix}v'\\e'\\f'\end{bmatrix}}}.
La matriz de la composición de dos operadores es simplemente el producto de las matrices de los dos operadores. Operadores distintos pueden tener la misma matriz, por ejemplo, p y l. El recuento de aristas del resultado es un múltiplo entero d del de la semilla: esto se denomina tasa de inflación o factor de arista.
Los operadores más simples, la función identidad S y el operador dual d, tienen formas matriciales simples:
{\displaystyle \mathbf {M} _{S}={\begin{bmatrix}1&0&0\\0&1&0\\0&0&1\end{bmatrix}}=\mathbf {I} _{3}}, {\displaystyle \mathbf {M} _{d}={\begin{bmatrix}0&0&1\\0&1&0\\1&0&0\end{bmatrix}}}
Dos operadores duales se cancelan; dd = S, y el cuadrado de {\displaystyle \mathbf {M} _{d}} es la matriz identidad. Cuando se aplica a otros operadores, el operador dual corresponde a reflexiones horizontales y verticales de la matriz. Los operadores se pueden agrupar en grupos de cuatro (o menos si algunas formas son iguales) identificando los operadores x, xd (un operador de una dualidad), dx (la dualidad de un operador) y dxd (la dualidad de un operador de una dualidad). En este artículo, solo se da la matriz para x, ya que las demás son simples reflexiones.

### Números de los operadores
El número de LSPs para cada tasa de inflación es {\displaystyle 2,2,4,6,6,20,28,58,82,\cdots } a partir de la tasa de inflación 1. Sin embargo, no todos los LSP necesariamente producen un poliedro cuyas aristas y vértices forman un grafo 3 conexo y, como consecuencia del teorema de Steinitz, no necesariamente producen un poliedro convexo a partir de una semilla convexa. El número de LSP de elementos 3-conexos para cada tasa de inflación es {\displaystyle 2,2,4,6,4,20,20,54,64,\cdots }.

## Operadores originales
Estrictamente, Conway no incluyó los operadores semilla ("seed" S), aguja ("niddle" n) y cremallera ("zip" z), aunque están relacionados con las operaciones originales de Conway por dualidad, motivo por el que se incluyen en este artículo.
A partir de aquí, las operaciones se visualizan en semillas de cubo, y se dibujan en la superficie de ese cubo. Las caras azules cruzan los bordes de la semilla y las caras rosadas se encuentran sobre los vértices de la semilla. Existe cierta flexibilidad en la ubicación exacta de los vértices, especialmente con operadores quirales.
| Factor de arista | Matriz {\displaystyle \mathbf {M} _{x}}                           | x                    | xd                  | dx                      | dxd                     | Notas |
| ---------------- | ----------------------------------------------------------------- | -------------------- | ------------------- | ----------------------- | ----------------------- | --- |
| 1                | {\displaystyle {\begin{bmatrix}1&0&0\\0&1&0\\0&0&1\end{bmatrix}}} | Seed: S              | dual: d             | dual: d                 | Seed: dd = S            | El operador dual reemplaza cada cara por un vértice y cada vértice por una cara. El politopo original se denomina Seed (semilla). El dual del dual es el politopo original. |
| 2                | {\displaystyle {\begin{bmatrix}1&0&1\\0&2&0\\0&1&0\end{bmatrix}}} | join ("unir"): j     | join ("unir"): j    | ambo ("rectificar"): a  | ambo ("rectificar"): a  | Unir ("join") crea caras cuadriláteras. La operación "ambo" crea vértices de grado 4, y también se llama rectificación, o el gráfico medial en la teoría de grafos. |
| 3                | {\displaystyle {\begin{bmatrix}1&0&1\\0&3&0\\0&2&0\end{bmatrix}}} | kis ("n-plicado"): k | needle ("aguja"): n | zip ("cremallera"): z   | truncado: t             | Kis levanta una pirámide en cada cara, y también se le llama akización, kleetopo, acumulación, acreción o aumento piramidal. El truncado corta el poliedro en sus vértices pero deja una porción de los bordes originales. El operador Zip también se denomina bitruncamiento. |
| 4                | {\displaystyle {\begin{bmatrix}1&1&1\\0&4&0\\0&2&0\end{bmatrix}}} | orto: o = jj         | orto: o = jj        | expansión: e = aa       | expansión: e = aa       | |
| 5                | {\displaystyle {\begin{bmatrix}1&2&1\\0&5&0\\0&2&0\end{bmatrix}}} | gyro ("giro"): g     | gd = rgr            | sd = rsr                | snub ("romo"): s        | Operadores quirales. Véase achatado. Al contrario de lo que establece Hart, gd no es lo mismo que g: es su par quiral. |
| 6                | {\displaystyle {\begin{bmatrix}1&1&1\\0&6&0\\0&4&0\end{bmatrix}}} | meta: m = kj         | meta: m = kj        | bevel ("bisel"): b = ta | bevel ("bisel"): b = ta | |

## Semillas
Cualquier poliedro puede servir como semilla, siempre que sobre él se puedan ejecutar las operaciones. A las semillas comunes se les ha asignado una letra.
Los sólidos platónicos están representados por la primera letra de su nombre (Tetraedro, Octaedro, Cubo, Icosaedro, Dodecaedro); los prismas (Pn) para formas n-gonales; antiprismas (An); cupulas (Un); anticúpulas (Vn); y pyrámide (Yn). Cualquier sólido de Johnson puede referenciarse como Jn, para n=1,...,92.
Los cinco sólidos platónicos se pueden generar a partir de generadores prismáticos con entre cero y dos operadores:
| - Pirámide triangular: Y3 (un tetraedro es una pirámide especial) - T = Y3 - O = aT (ambotetraedro) - C = jT (tetraedro unido) - I = sT (tetraedro achatado) - D = gT (girotetraedro) | - Antiprisma triangular: A3 (un octaedro es un antiprisma especial) - O = A3 - C = dA3 - Prisma cuadrado: P4 (un cubo es un prisma especial) - C = P4 | - Antiprisma pentagonal: A5 - I = k5A5 (una bipirámide giroelongada especial) - D = t5dA5 (un trapezoedro truncado especial) |

Las teselaciones euclídeas regulares también se pueden usar como semillas:
- Q = Cuadrilla = Teselado cuadrado
- H = Hextilla = Teselado hexagonal = dΔ
- Δ = Deltilla = Teselado triangular = dH

## Operadores extendidos
Estas son operaciones creadas después del conjunto original de Conway. Téngase en cuenta que existen muchos más operadores de los que se han nombrado. El hecho de que un operador no esté aquí no significa que no exista (o que no sea un LSP o LOPSP). Para simplificar, solo se han incluido los operadores irreducibles en esta lista: se pueden crear más componiendo otros operadores.
| Factor de arista | Matriz {\displaystyle \mathbf {M} _{x}}                            | x                                                          | xd               | dx               | dxd                  | Notas |
| ---------------- | ------------------------------------------------------------------ | ---------------------------------------------------------- | ---------------- | ---------------- | -------------------- | --- |
| 4                | {\displaystyle {\begin{bmatrix}1&2&0\\0&4&0\\0&1&1\end{bmatrix}}}  | chaflán: c                                                 | cd= du           | dc= ud           | subdivisión: u       | Chaflán es la forma conjunta de l ("desván"). Véase chaflán.                                                                                                  |
| 5                | {\displaystyle {\begin{bmatrix}1&2&0\\0&5&0\\0&2&1\end{bmatrix}}}  | propeller ("hélice"): p                                    | dp= pd           | dp= pd           | dpd= p               | Operadores quirales. El operador propeller ("hélice") fue desarrollado por George Hart.                                                                       |
| 5                | {\displaystyle {\begin{bmatrix}1&2&0\\0&5&0\\0&2&1\end{bmatrix}}}  | loft: ("desván") l                                         | ld               | dl               | dld                  | |
| 6                | {\displaystyle {\begin{bmatrix}1&3&0\\0&6&0\\0&2&1\end{bmatrix}}}  | quinto: q                                                  | qd               | dq               | dqd                  | |
| 6                | {\displaystyle {\begin{bmatrix}1&2&0\\0&6&0\\0&3&1\end{bmatrix}}}  | join-Lace: ("encaje") L0                                   | L0d              | dL0              | dL0d                 | Consúltese la explicación de la notación de combinación que figura a continuación.                                                                            |
| 7                | {\displaystyle {\begin{bmatrix}1&2&0\\0&7&0\\0&4&1\end{bmatrix}}}  | Lace: (cordón) L                                           | Ld               | dL               | dLd                  | |
| 7                | {\displaystyle {\begin{bmatrix}1&2&1\\0&7&0\\0&4&0\end{bmatrix}}}  | staKe: ("poste") K                                         | Kd               | dK               | dKd                  | |
| 7                | {\displaystyle {\begin{bmatrix}1&4&0\\0&7&0\\0&2&1\end{bmatrix}}}  | whirl: ("remolino") w                                      | wd= dv           | vd= dw           | volute: ("voluta") v | Operadores quirales |
| 8                | {\displaystyle {\begin{bmatrix}1&2&1\\0&8&0\\0&5&0\end{bmatrix}}}  | Join-kis-kis: ("unión-nplicado-nplicado") {\displaystyle } | {\displaystyle } | {\displaystyle } | {\displaystyle }     | En ocasiones denotado como J. Consúltese la explicación de la notación de combinación que figura a continuación. La forma de no unión, kk, no es irreducible. |
| 10               | {\displaystyle {\begin{bmatrix}1&3&1\\0&10&0\\0&6&0\end{bmatrix}}} | cross: ("cruz") X                                          | Xd               | dX               | dXd                  | |

## Operadores extendidos indexados
Se pueden agrupar varios operadores según algún criterio determinado, o bien se puede modificar su comportamiento mediante un índice. Se escriben como un operador con un subíndice: xn.

### Aumentado
Las operaciones de aumentado conservan las aristas originales. Se pueden aplicar a cualquier subconjunto independiente de caras, o se pueden convertir en una forma de unión eliminando las aristas originales. La notación de Conway admite un índice opcional para estos operadores: 0 para la forma de unión, o 3 o más por las aristas que tienen las caras afectadas. Por ejemplo, k4Y4=O: tomando una pirámide de base cuadrada y pegando otra pirámide a la base cuadrada se obtiene un octaedro.
| Operador  | k                       | l                       | L                     | K                        | (kk)                       |
| --------- | ----------------------- | ----------------------- | --------------------- | ------------------------ | -------------------------- |
| x         |                         |                         |                       |                          |                            |
| x0        | {\displaystyle k_{0}=j} | {\displaystyle l_{0}=c} | {\displaystyle L_{0}} | {\displaystyle K_{0}=jk} | {\displaystyle 1=(kk)_{0}} |
| Aumentado | Pirámide                | Prisma                  | Antiprisma            |                          |                            |

El operador truncado t también tiene una forma de índice tn, lo que indica que solo se truncan los vértices de cierto grado. Es equivalente a dknd.
Algunos de los operadores extendidos se pueden crear en casos especiales con los operadores kn y tn. Por ejemplo, un cubo achaflanado, cC, se puede construir como t4daC, como un rombododecaedro, daC o jC, con sus vértices de grado 4 truncado. Un cubo alabeado, lC es lo mismo que t4kC. Un quinto-dodecaedro, qD se puede construir como t5daaD o t5deD o t5oD, un hexecontaedro deltoidal, deD o oD, con sus vértices de grado 5 truncados.

### Meta/bisel
El operador meta agrega vértices en el centro y en los bordes, mientras que el operador bevel ("bisel") agrega caras en el centro, en los vértices de la semilla y en las aristas. Su índice indica cuántos vértices o caras se agregan en las aristas. Meta (en su forma no indexada) también se llama omnitruncado o cantitruncado. Téngase en cuenta que 0 aquí no significa lo mismo que para las operaciones de aumento: significa que se agregan cero vértices (o caras) en las aristas.
| n | Factor de arista | Matriz {\displaystyle \mathbf {M} _{x}}                                 | x         | xd        | dx        | dxd       |
| - | ---------------- | ----------------------------------------------------------------------- | --------- | --------- | --------- | --------- |
| 0 | 3                | {\displaystyle {\begin{bmatrix}1&0&1\\0&3&0\\0&2&0\end{bmatrix}}}       | k= m0     | n         | z= b0     | t         |
| 1 | 6                | {\displaystyle {\begin{bmatrix}1&1&1\\0&6&0\\0&4&0\end{bmatrix}}}       | m= m1= kj | m= m1= kj | b= b1= ta | b= b1= ta |
| 2 | 9                | {\displaystyle {\begin{bmatrix}1&2&1\\0&9&0\\0&6&0\end{bmatrix}}}       | m2        | m2d       | b2        | b2d       |
| 3 | 12               | {\displaystyle {\begin{bmatrix}1&3&1\\0&12&0\\0&8&0\end{bmatrix}}}      | m3        | m3d       | b3        | b3d       |
| n | 3n+3             | {\displaystyle {\begin{bmatrix}1&n&1\\0&3n+3&0\\0&2n+2&0\end{bmatrix}}} | mn        | mnd       | bn        | bnd       |

### Medial
El operador medial es como meta, excepto en que no agrega aristas desde el centro a cada vértice de la semilla. La forma del índice 1 es idéntica a los operadores orto y de expansión de Conway: expandir también se denomina canteado y expansión. Téngase en cuenta que o y e tienen sus propias formas indexadas, que se describen a continuación. También debe tenerse en cuenta que en algunas aplicaciones se comienza a indexar en 0 en lugar de en 1.
| n | Factor de arista | Matriz {\displaystyle \mathbf {M} _{x}}                               | x             | xd        | dx    | dxd   |
| - | ---------------- | --------------------------------------------------------------------- | ------------- | --------- | ----- | ----- |
| 1 | 4                | {\displaystyle {\begin{bmatrix}1&1&1\\0&4&0\\0&2&0\end{bmatrix}}}     | M1= o= jj     | M1= o= jj | e= aa | e= aa |
| 2 | 7                | {\displaystyle {\begin{bmatrix}1&2&1\\0&7&0\\0&4&0\end{bmatrix}}}     | Medial: M= M2 | Md        | dM    | dMd   |
| n | 3n+1             | {\displaystyle {\begin{bmatrix}1&n&1\\0&3n+1&0\\0&2n&0\end{bmatrix}}} | Mn            | Mnd       | dMn   | dMnd  |

### Goldberg-Coxeter
Los operadores de Goldberg-Coxeter (GC) son dos familias infinitas de operadores definidos como una extensión de la construcción de Goldberg-Coxeter. Se puede pensar que el operador GC consiste en realizar una trisección angular de una red triangular, o una sección cuadrada de una red cuadrada, colocándola sobre cada cara del poliedro. Esta construcción se puede extender a cualquier cara identificando los recintos del triángulo o cuadrado (el "polígono maestro"). Los operadores de la familia triangular se pueden utilizar para producir poliedros de Goldberg y poliedros geodésicos: consúltese Anexo:Poliedros geodésicos y poliedros de Goldberg para conocer las fórmulas.
Las dos familias son la familia triangular GC, ca,b y ua,b, y la familia cuadrilátera GC, ea,b y oa,b. Ambas familias de GC están indexadas por dos números enteros {\displaystyle a\geq 1} y {\displaystyle b\geq 0}. Poseen muchas cualidades particulares:
- Los índices de las familias tienen relación con determinados dominios euclídeos sobre los números complejos: el entero de Eisenstein para la familia triangular GC, y el entero gaussiano para la familia cuadrilátera GC.
- Los operadores en las columnas x y dxd dentro de la misma familia se conmutan entre sí.

Los operadores se dividen en tres clases (los ejemplos se escriben en términos de c pero se aplican a los 4 operadores):
- Clase I: {\displaystyle }. Aquiral, conserva las aristas originales. Se puede escribir con el índice cero suprimido, como por ejemplo ca,0 = ca.
- Clase II: {\displaystyle }. También aquiral. Se puede descomponer como ca,a = cac1,1
- Clase III: Todos los demás operadores. Estos son quirales, y ca,b y cb,a son pares quirales entre sí.

De los operadores de Conway originales, los únicos que no pertenecen a la familia GC son g y s (giro y achatado). Meta y bisel (m y b) se pueden expresar en términos de un operador de la familia triangular y uno de la familia cuadrilátera.

#### Triangulares
| a                                                                   | b                                                                   | Clase        | Factor de arista T= a2 + ab + b2                               | Matriz {\displaystyle \mathbf {M} _{x}}                                                          | Triángulo maestro | x                 | xd           | dx           | dxd               |
| ------------------------------------------------------------------- | ------------------------------------------------------------------- | ------------ | -------------------------------------------------------------- | ------------------------------------------------------------------------------------------------ | ----------------- | ----------------- | ------------ | ------------ | ----------------- |
| 1                                                                   | 0                                                                   | I            | 1                                                              | {\displaystyle {\begin{bmatrix}1&0&0\\0&1&0\\0&0&1\end{bmatrix}}}                                |                   | u1= S             | d            | d            | c1= S             |
| 2                                                                   | 0                                                                   | I            | 4                                                              | {\displaystyle {\begin{bmatrix}1&1&0\\0&4&0\\0&2&1\end{bmatrix}}}                                |                   | u2= u             | dc           | du           | c2= c             |
| 3                                                                   | 0                                                                   | I            | 9                                                              | {\displaystyle {\begin{bmatrix}1&2&1\\0&9&0\\0&6&0\end{bmatrix}}}                                |                   | u3= nn            | nk           | zt           | c3= zz            |
| 4                                                                   | 0                                                                   | I            | 16                                                             | {\displaystyle {\begin{bmatrix}1&5&0\\0&16&0\\0&10&1\end{bmatrix}}}                              |                   | u4= uu            | uud= dcc     | duu= ccd     | c4= cc            |
| 5                                                                   | 0                                                                   | I            | 25                                                             | {\displaystyle {\begin{bmatrix}1&8&0\\0&25&0\\0&16&1\end{bmatrix}}}                              |                   | u5                | u5d= dc5     | du5= c5d     | c5                |
| 6                                                                   | 0                                                                   | I            | 36                                                             | {\displaystyle {\begin{bmatrix}1&11&1\\0&36&0\\0&24&0\end{bmatrix}}}                             |                   | u6= unn           | unk          | czt          | u6= czz           |
| 7                                                                   | 0                                                                   | I            | 49                                                             | {\displaystyle {\begin{bmatrix}1&16&0\\0&49&0\\0&32&1\end{bmatrix}}}                             |                   | u7= u2,1u1,2= vrv | vrvd= dwrw   | dvrv= wrwd   | c7= c2,1c1,2= wrw |
| 8                                                                   | 0                                                                   | I            | 64                                                             | {\displaystyle {\begin{bmatrix}1&21&0\\0&64&0\\0&42&1\end{bmatrix}}}                             |                   | u8= u3            | u3d= dc3     | du3= c3d     | c8= c3            |
| 9                                                                   | 0                                                                   | I            | 81                                                             | {\displaystyle {\begin{bmatrix}1&26&1\\0&81&0\\0&54&0\end{bmatrix}}}                             |                   | u9= n4            | n3k= kz3     | tn3= z3t     | c9= z4            |
| 1                                                                   | 1                                                                   | II           | 3                                                              | {\displaystyle {\begin{bmatrix}1&0&1\\0&3&0\\0&2&0\end{bmatrix}}}                                |                   | u1,1= n           | k            | t            | c1,1= z           |
| 2                                                                   | 1                                                                   | III          | 7                                                              | {\displaystyle {\begin{bmatrix}1&2&0\\0&7&0\\0&4&1\end{bmatrix}}}                                |                   | v= u2,1           | vd= dw       | dv= wd       | w= c2,1           |
| 3                                                                   | 1                                                                   | III          | 13                                                             | {\displaystyle {\begin{bmatrix}1&4&0\\0&13&0\\0&8&1\end{bmatrix}}}                               |                   | u3,1              | u3,1d= dc3,1 | du3,1= c3,1d | c3,1              |
| 3                                                                   | 2                                                                   | III          | 19                                                             | {\displaystyle {\begin{bmatrix}1&6&0\\0&19&0\\0&12&1\end{bmatrix}}}                              |                   | u3,2              | u3,2d= dc3,2 | du3,2= c3,2d | c3,2              |
| 4                                                                   | 3                                                                   | III          | 37                                                             | {\displaystyle {\begin{bmatrix}1&12&0\\0&37&0\\0&24&1\end{bmatrix}}}                             |                   | u4,3              | u4,3d= dc4,3 | du4,3= c4,3d | c4,3              |
| 5                                                                   | 4                                                                   | III          | 61                                                             | {\displaystyle {\begin{bmatrix}1&20&0\\0&61&0\\0&40&1\end{bmatrix}}}                             |                   | u5,4              | u5,4d= dc5,4 | du5,4= c5,4d | c5,4              |
| 6                                                                   | 5                                                                   | III          | 91                                                             | {\displaystyle {\begin{bmatrix}1&30&0\\0&91&0\\0&60&1\end{bmatrix}}}                             |                   | u6,5= u1,2u1,3    | u6,5d= dc6,5 | du6,5= c6,5d | c6,5=c1,2c1,3     |
| 7                                                                   | 6                                                                   | III          | 127                                                            | {\displaystyle {\begin{bmatrix}1&42&0\\0&127&0\\0&84&1\end{bmatrix}}}                            |                   | u7,6              | u7,6d= dc7,6 | du7,6= c7,6d | c7,6              |
| 8                                                                   | 7                                                                   | III          | 169                                                            | {\displaystyle {\begin{bmatrix}1&56&0\\0&169&0\\0&112&1\end{bmatrix}}}                           |                   | u8,7= u3,12       | u8,7d= dc8,7 | du8,7= c8,7d | c8,7= c3,12       |
| 9                                                                   | 8                                                                   | III          | 217                                                            | {\displaystyle {\begin{bmatrix}1&72&0\\0&217&0\\0&144&1\end{bmatrix}}}                           |                   | u9,8= u2,1u5,1    | u9,8d= dc9,8 | du9,8= c9,8d | c9,8= c2,1c5,1    |
| {\displaystyle a\equiv b}{\displaystyle \ (\mathrm {mod} \ 3)}      | {\displaystyle a\equiv b}{\displaystyle \ (\mathrm {mod} \ 3)}      | I, II, o III | {\displaystyle T\equiv 0\ }{\displaystyle (\mathrm {mod} \ 3)} | {\displaystyle {\begin{bmatrix}1&{\frac {T}{3}}-1&1\\0&T&0\\0&{\frac {2}{3}}T&0\end{bmatrix}}}   | ...               | ua,b              | ua,bd= dca,b | dua,b= ca,bd | ca,b              |
| {\displaystyle a\not \equiv b}{\displaystyle \ (\mathrm {mod} \ 3)} | {\displaystyle a\not \equiv b}{\displaystyle \ (\mathrm {mod} \ 3)} | I o III      | {\displaystyle T\equiv 1}{\displaystyle \ (\mathrm {mod} \ 3)} | {\displaystyle {\begin{bmatrix}1&{\frac {T-1}{3}}&0\\0&T&0\\0&2{\frac {T-1}{3}}&1\end{bmatrix}}} | ...               | ua,b              | ua,bd= dca,b | dua,b= ca,bd | ca,b              |

Por teoría básica de números, para cualquier valor de a y b, {\displaystyle T\not \equiv 2\ (\mathrm {mod} \ 3)}.

#### Cuadrilátero
| a                                                                   | b                                                                   | Clase        | Factor de arista T= a2 + b2 | Matriz {\displaystyle \mathbf {M} _{x}}                                                         | Cuadrado maestro | x                 | xd             | dx             | dxd            |
| ------------------------------------------------------------------- | ------------------------------------------------------------------- | ------------ | --------------------------- | ----------------------------------------------------------------------------------------------- | ---------------- | ----------------- | -------------- | -------------- | -------------- |
| 1                                                                   | 0                                                                   | I            | 1                           | {\displaystyle {\begin{bmatrix}1&0&0\\0&1&0\\0&0&1\end{bmatrix}}}                               |                  | o1= S             | e1= d          | e1= d          | o1= dd= S      |
| 2                                                                   | 0                                                                   | I            | 4                           | {\displaystyle {\begin{bmatrix}1&1&1\\0&4&0\\0&2&0\end{bmatrix}}}                               |                  | o2= o= j2         | o2= o= j2      | e2= e= a2      | e2= e= a2      |
| 3                                                                   | 0                                                                   | I            | 9                           | {\displaystyle {\begin{bmatrix}1&4&0\\0&9&0\\0&4&1\end{bmatrix}}}                               |                  | o3                | e3             | e3             | o3             |
| 4                                                                   | 0                                                                   | I            | 16                          | {\displaystyle {\begin{bmatrix}1&7&1\\0&16&0\\0&8&0\end{bmatrix}}}                              |                  | o4= oo= j4        | o4= oo= j4     | e4= ee= a4     | e4= ee= a4     |
| 5                                                                   | 0                                                                   | I            | 25                          | {\displaystyle {\begin{bmatrix}1&12&0\\0&25&0\\0&12&1\end{bmatrix}}}                            |                  | o5= o2,1o1,2= prp | e5= e2,1e1,2   | e5= e2,1e1,2   | o5= dprpd      |
| 6                                                                   | 0                                                                   | I            | 36                          | {\displaystyle {\begin{bmatrix}1&17&1\\0&36&0\\0&18&0\end{bmatrix}}}                            |                  | o6= o2o3          | o6= o2o3       | e6= e2e3       | e6= e2e3       |
| 7                                                                   | 0                                                                   | I            | 49                          | {\displaystyle {\begin{bmatrix}1&24&0\\0&49&0\\0&24&1\end{bmatrix}}}                            |                  | o7                | e7             | e7             | o7             |
| 8                                                                   | 0                                                                   | I            | 64                          | {\displaystyle {\begin{bmatrix}1&31&1\\0&64&0\\0&32&0\end{bmatrix}}}                            |                  | o8= o3= j6        | o8= o3= j6     | e8= e3= a6     | e8= e3= a6     |
| 9                                                                   | 0                                                                   | I            | 81                          | {\displaystyle {\begin{bmatrix}1&40&0\\0&81&0\\0&40&1\end{bmatrix}}}                            |                  | o9= o32           | e9= e32        | e9= e32        | o9             |
| 10                                                                  | 0                                                                   | I            | 100                         | {\displaystyle {\begin{bmatrix}1&49&1\\0&100&0\\0&50&0\end{bmatrix}}}                           |                  | o10= oo2,1o1,2    | o10= oo2,1o1,2 | e10= ee2,1e1,2 | e10= ee2,1e1,2 |
| 1                                                                   | 1                                                                   | II           | 2                           | {\displaystyle {\begin{bmatrix}1&0&1\\0&2&0\\0&1&0\end{bmatrix}}}                               |                  | o1,1= j           | o1,1= j        | e1,1= a        | e1,1= a        |
| 2                                                                   | 2                                                                   | II           | 8                           | {\displaystyle {\begin{bmatrix}1&3&1\\0&8&0\\0&4&0\end{bmatrix}}}                               |                  | o2,2= j3          | o2,2= j3       | e2,2= a3       | e2,2= a3       |
| 1                                                                   | 2                                                                   | III          | 5                           | {\displaystyle {\begin{bmatrix}1&2&0\\0&5&0\\0&2&1\end{bmatrix}}}                               |                  | o1,2= p           | e1,2= dp= pd   | e1,2= dp= pd   | p              |
| {\displaystyle a\equiv b}{\displaystyle \ (\mathrm {mod} \ 2)}      | {\displaystyle a\equiv b}{\displaystyle \ (\mathrm {mod} \ 2)}      | I, II, o III | T par                       | {\displaystyle {\begin{bmatrix}1&{\frac {T}{2}}-1&1\\0&T&0\\0&{\frac {T}{2}}&0\end{bmatrix}}}   | ...              | oa,b              | oa,b           | ea,b           | ea,b           |
| {\displaystyle a\not \equiv b}{\displaystyle \ (\mathrm {mod} \ 2)} | {\displaystyle a\not \equiv b}{\displaystyle \ (\mathrm {mod} \ 2)} | I o III      | T impar                     | {\displaystyle {\begin{bmatrix}1&{\frac {T-1}{2}}&0\\0&T&0\\0&{\frac {T-1}{2}}&1\end{bmatrix}}} | ...              | oa,b              | ea,b           | ea,b           | oa,b           |

## Ejemplos
Véase también Anexo:Poliedros geodésicos y poliedros de Goldberg.

### Sólidos de Arquímedes y sólidos de Catalan
El conjunto original de operadores de Conway puede crear todos los sólidos arquimedianos y los sólidos de Catalan, usando sólidos platónicos como semillas. Debe tenerse en cuenta que el operador r no es necesario para crear ambas formas quirales.

Sólidos arquimedianos
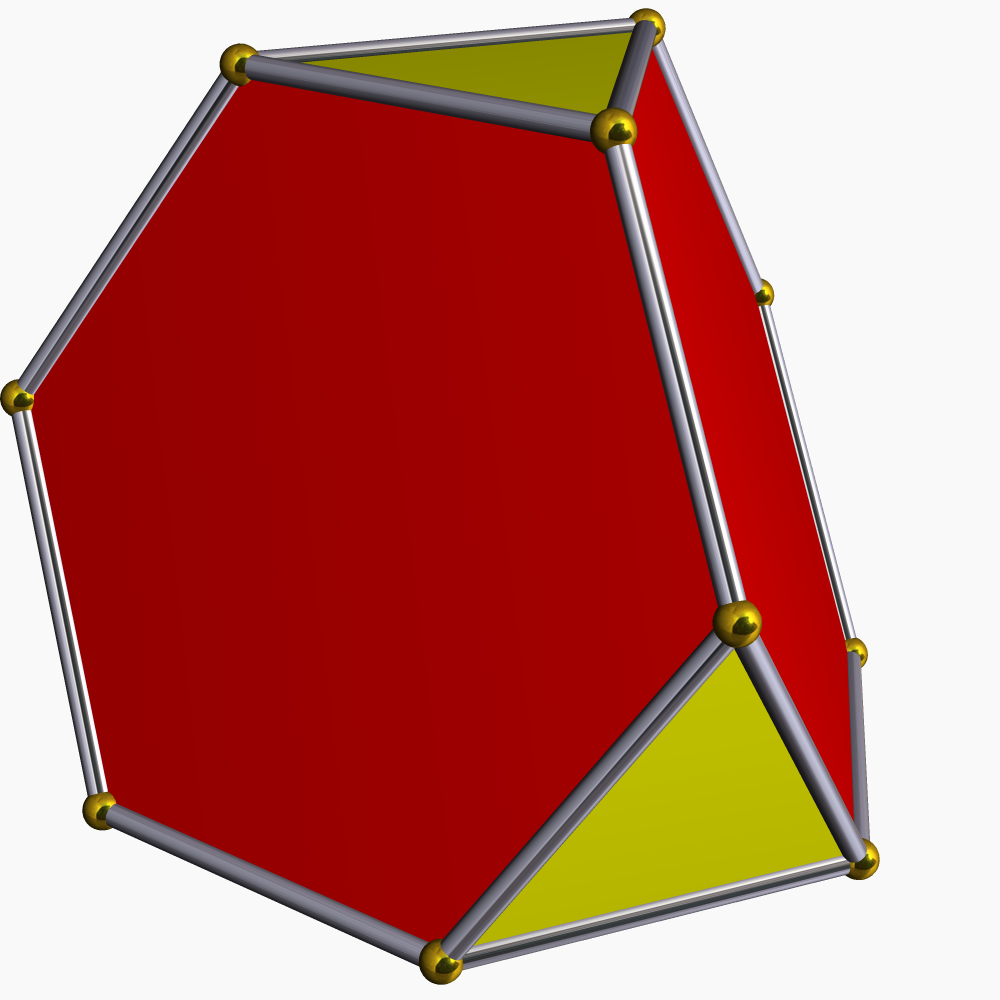
Tetraedro truncado tT
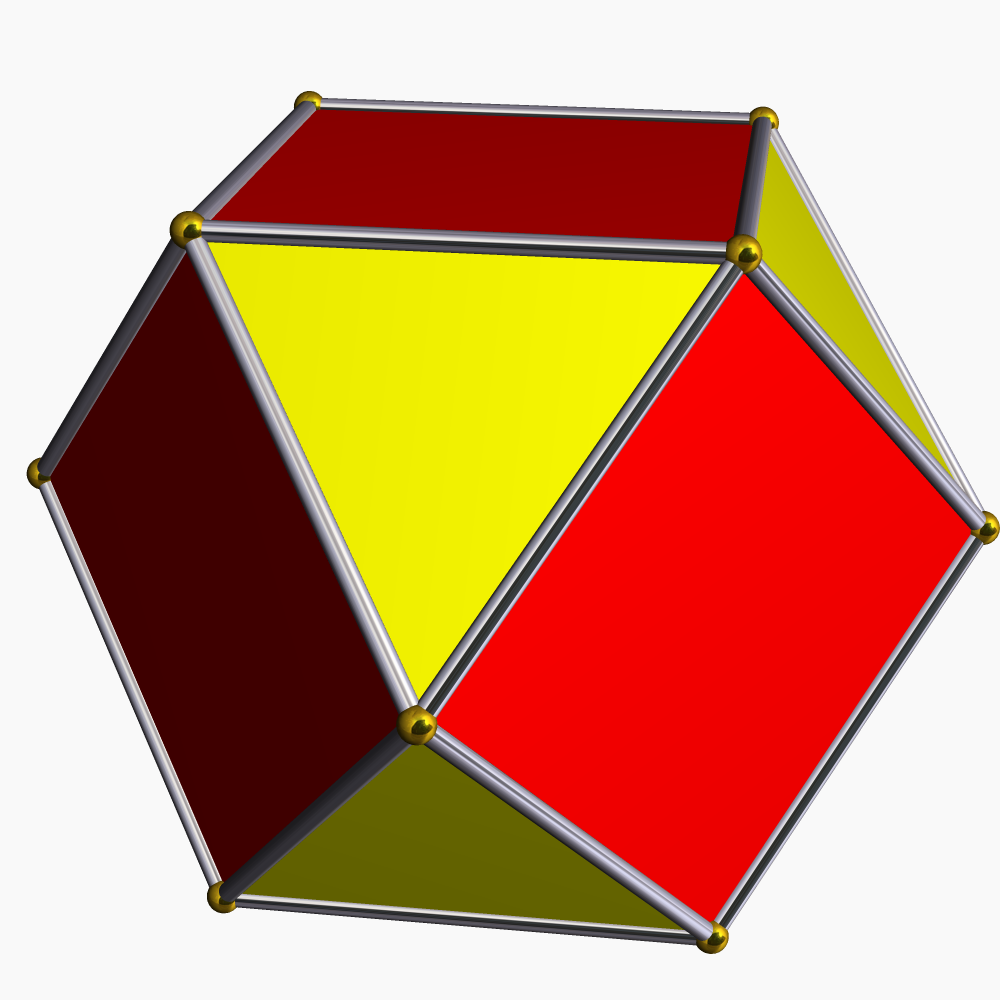
Cuboctaedro aC= aO= eT
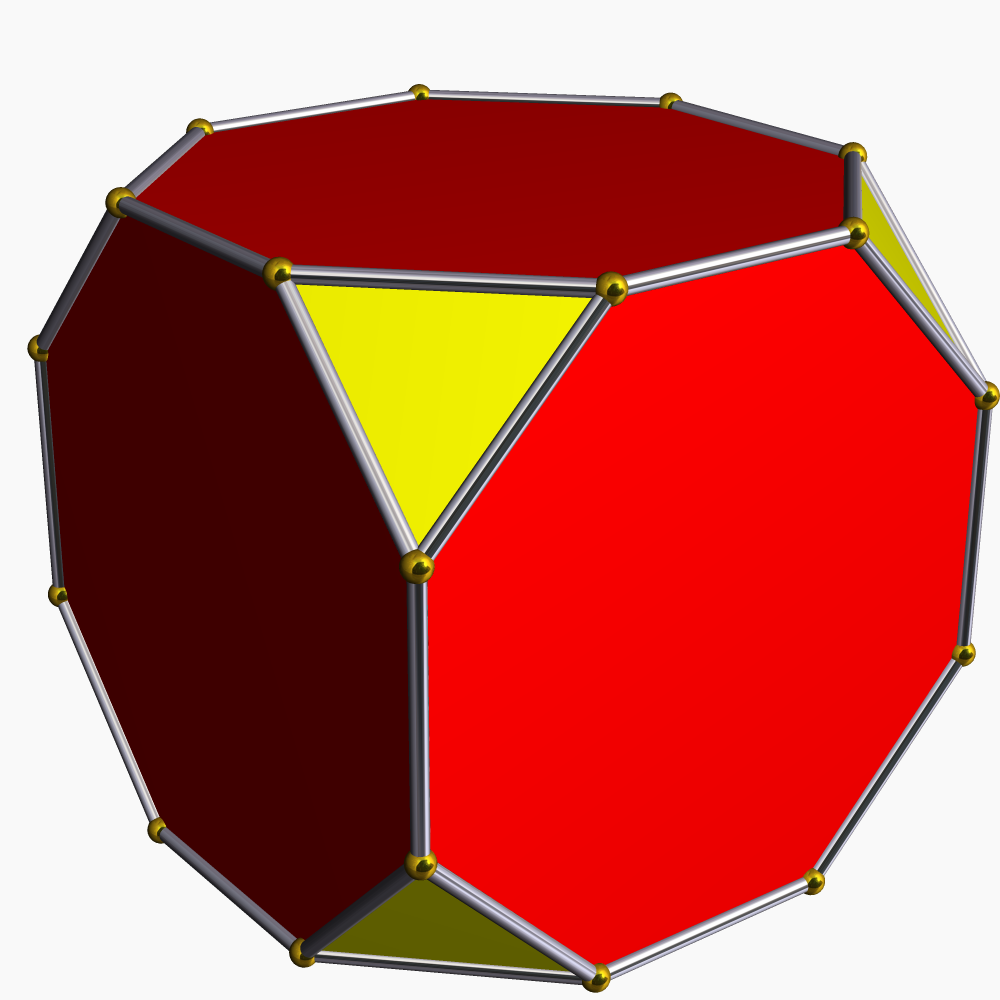
Cubo truncado tC
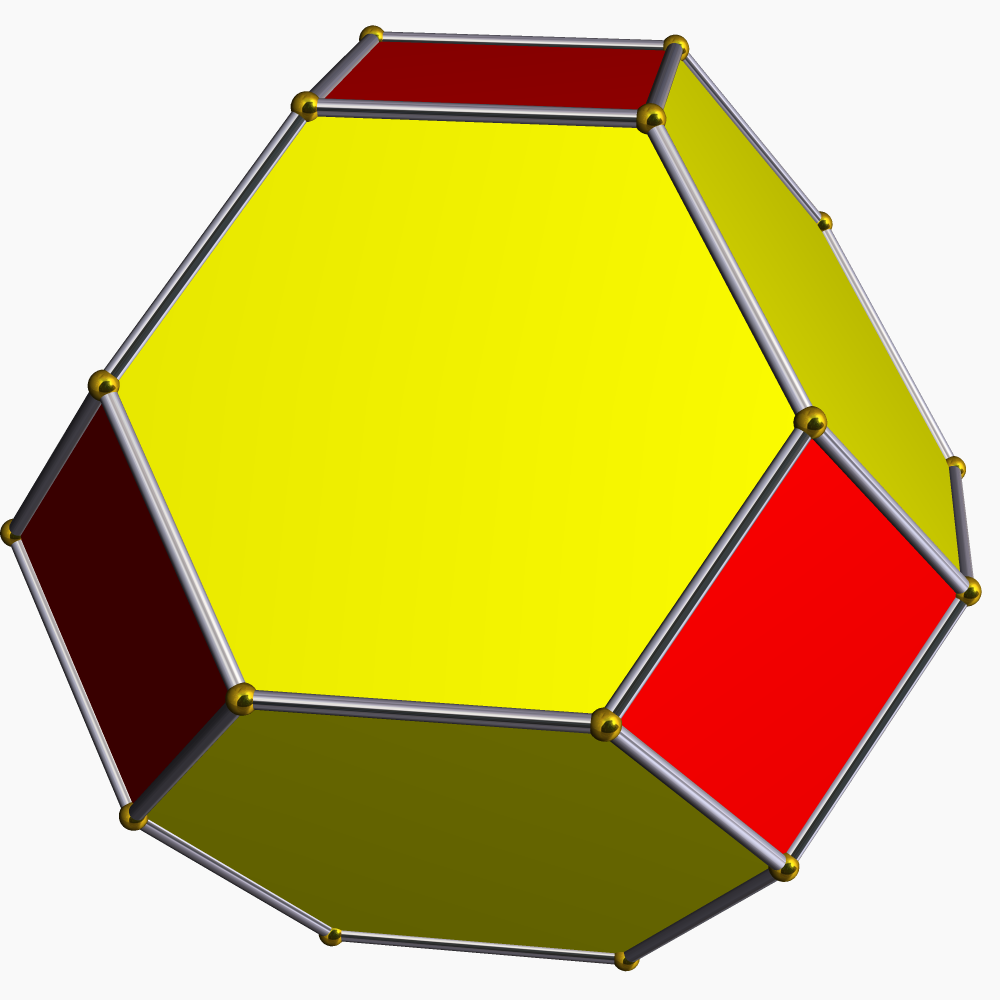
Octaedro truncado tO= bT
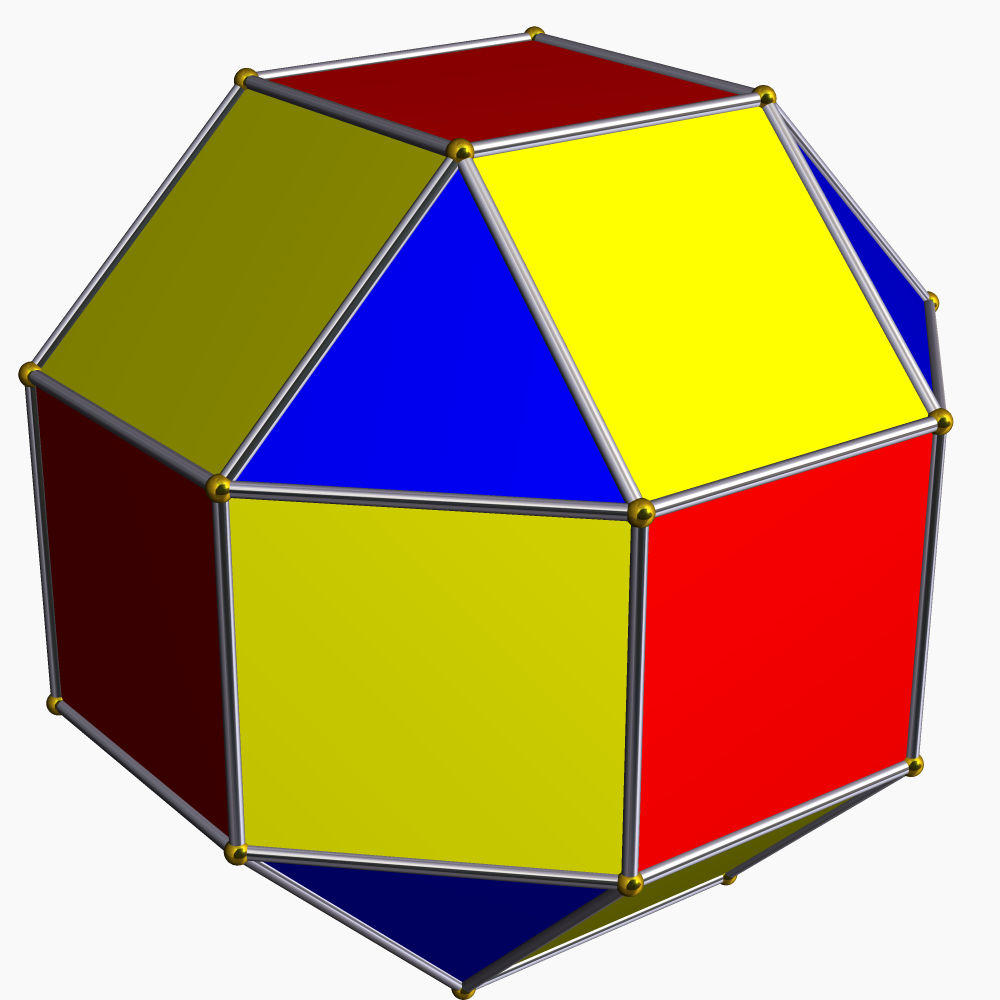
Rombicuboctaedro eC= eO
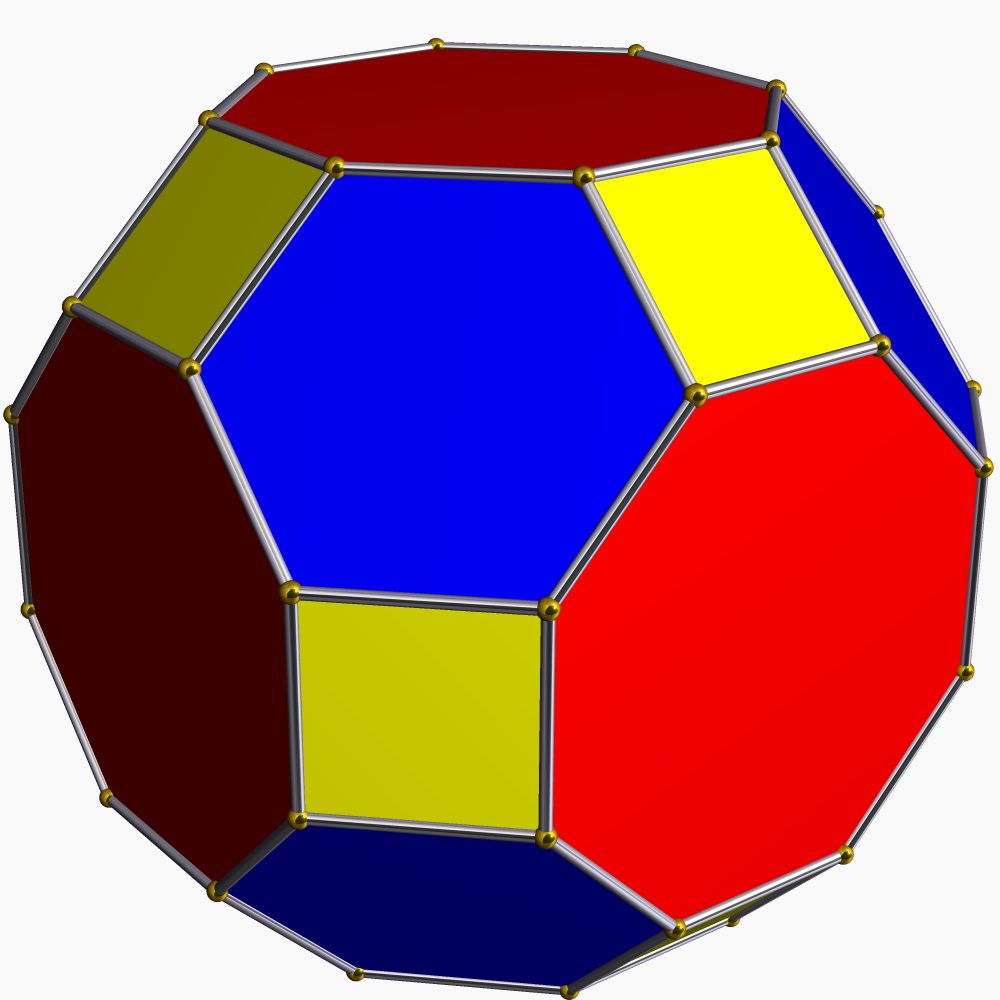
Cuboctaedro truncado bC= bO
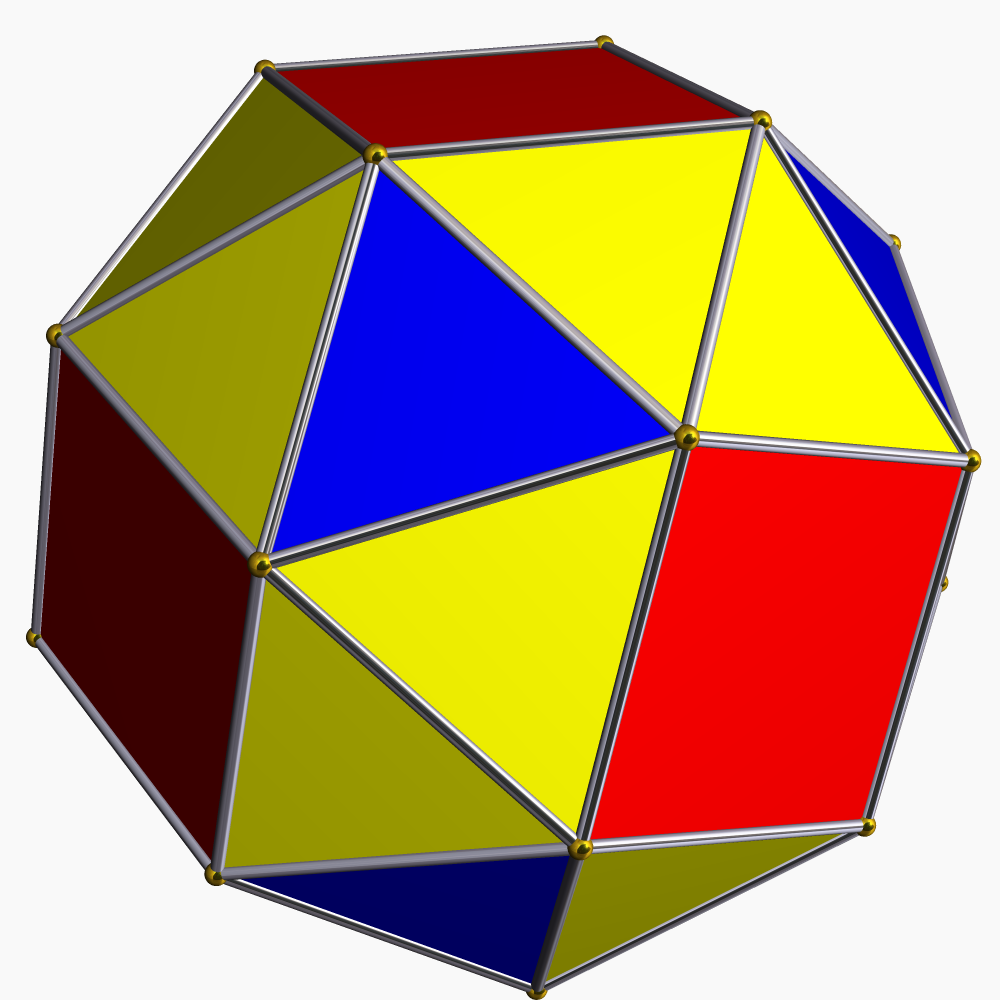
Cubo achatado sC= sO
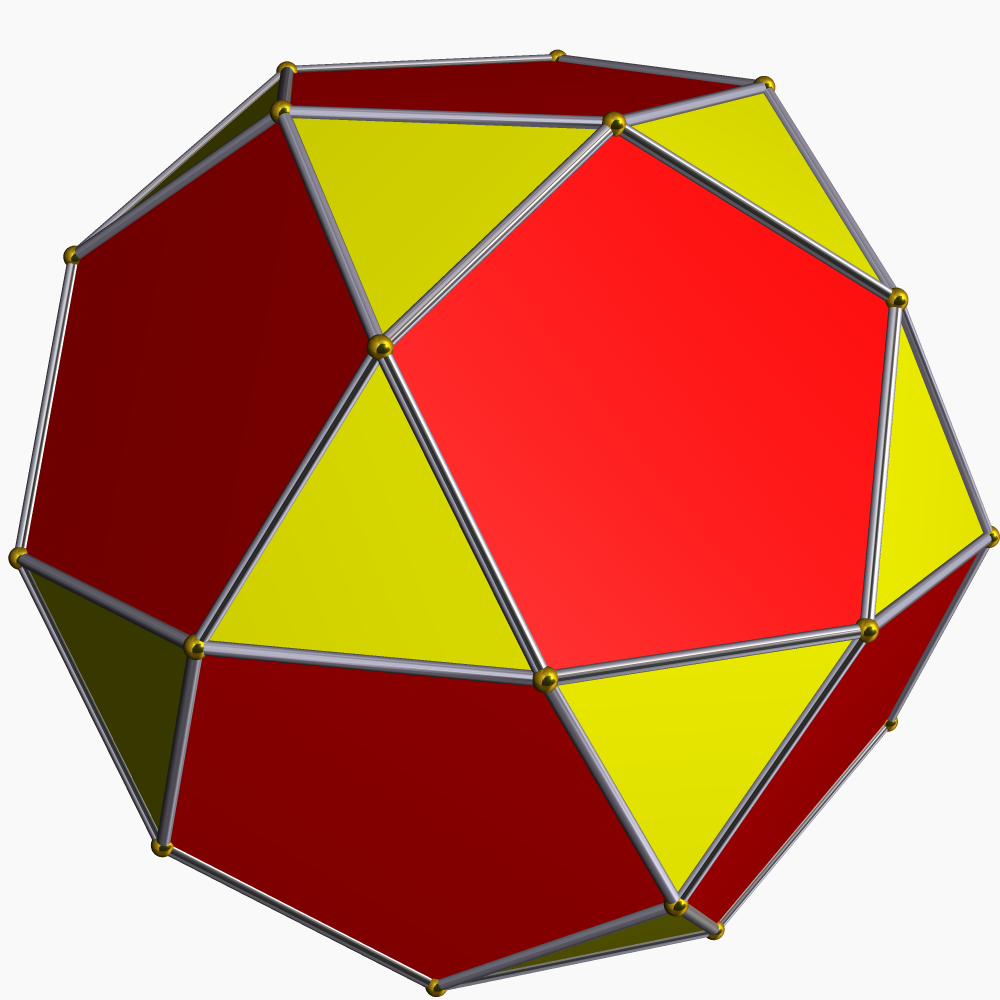
Icosidodecaedro aD= aI
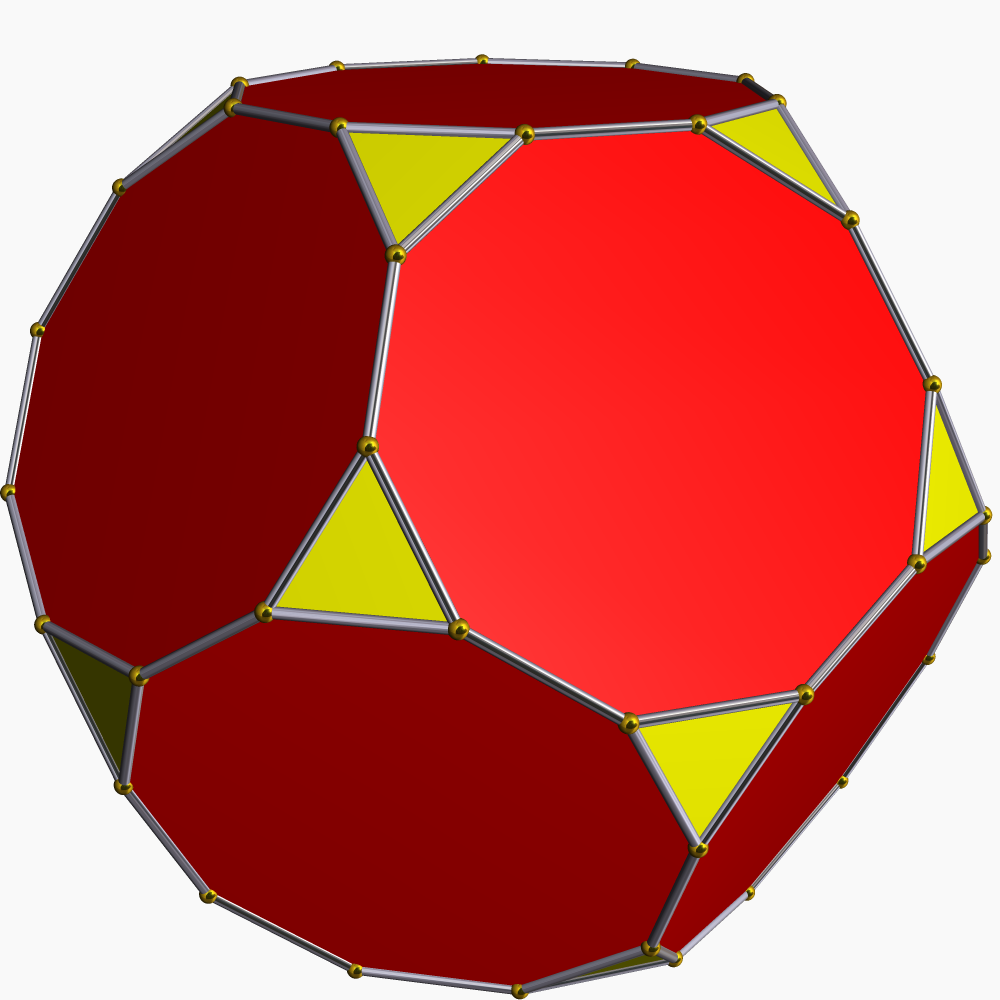
Dodecaedro truncado tD
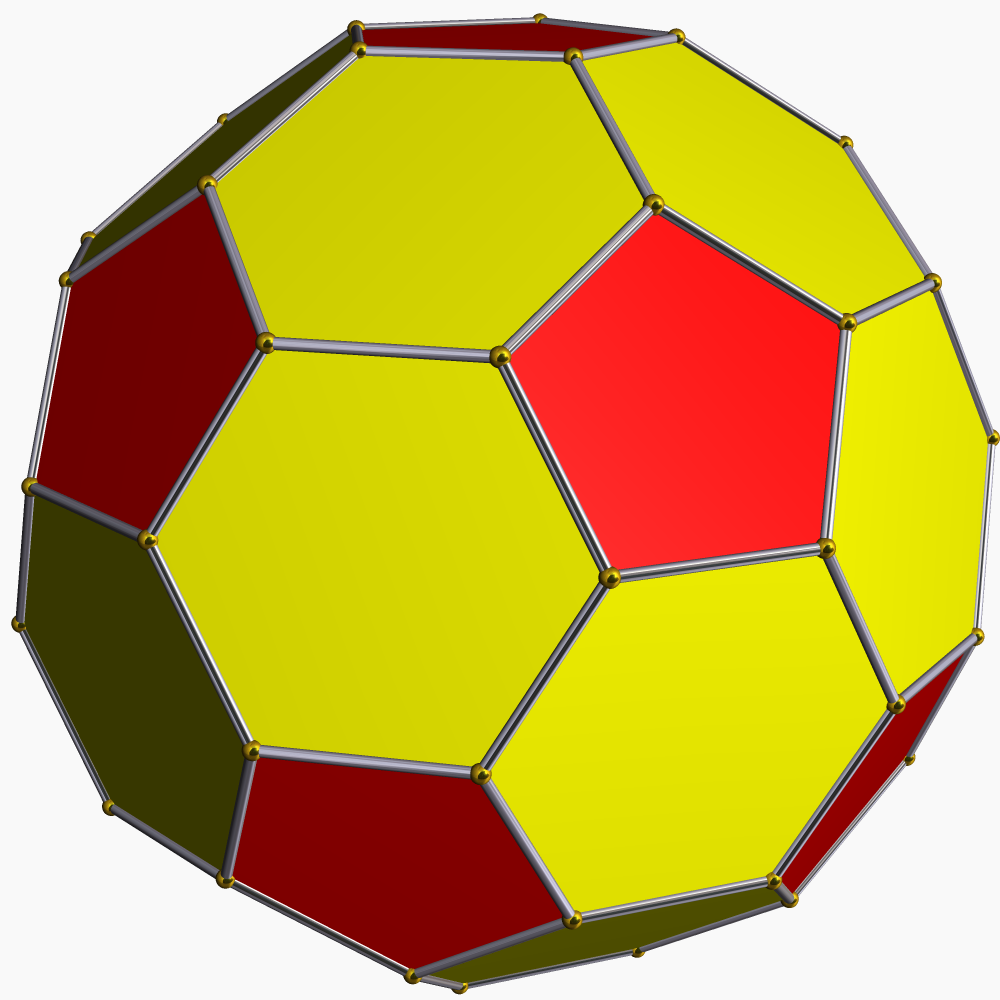
Icosaedro truncado tI
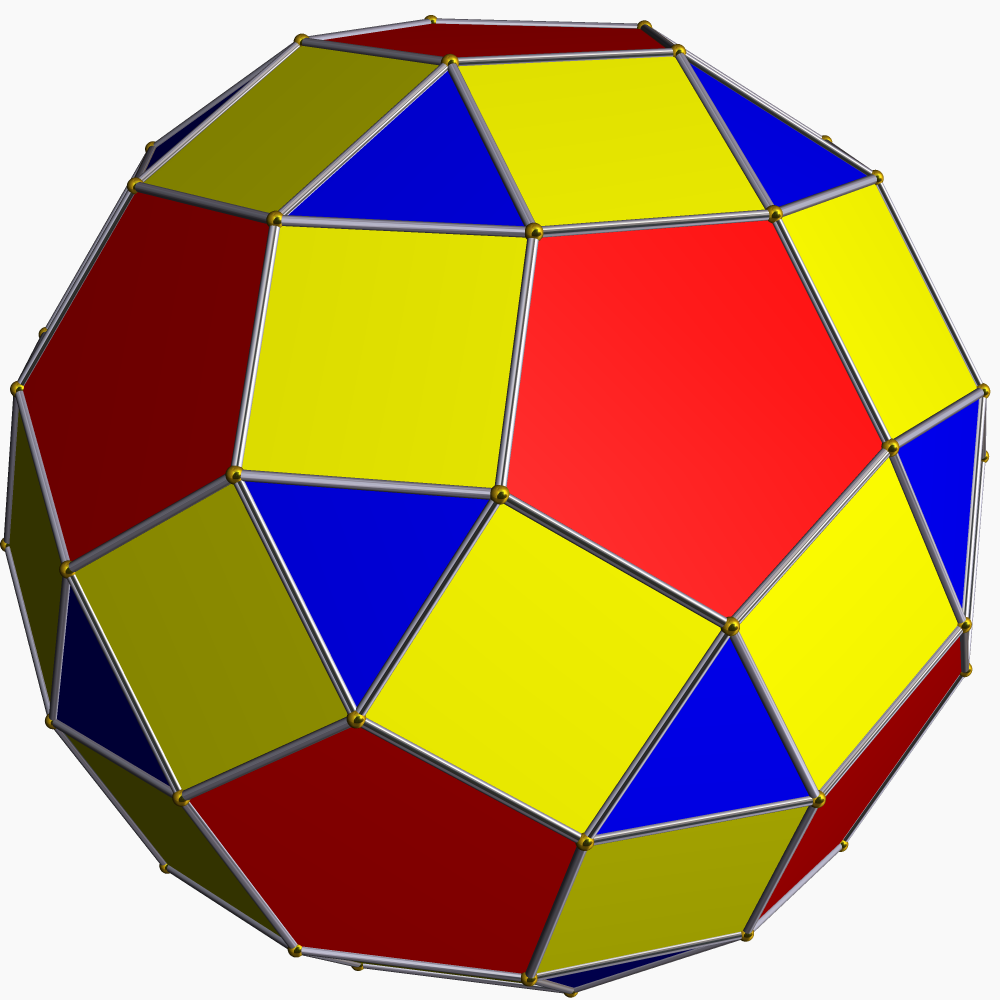
Rombicosidodecaedro eD= eI
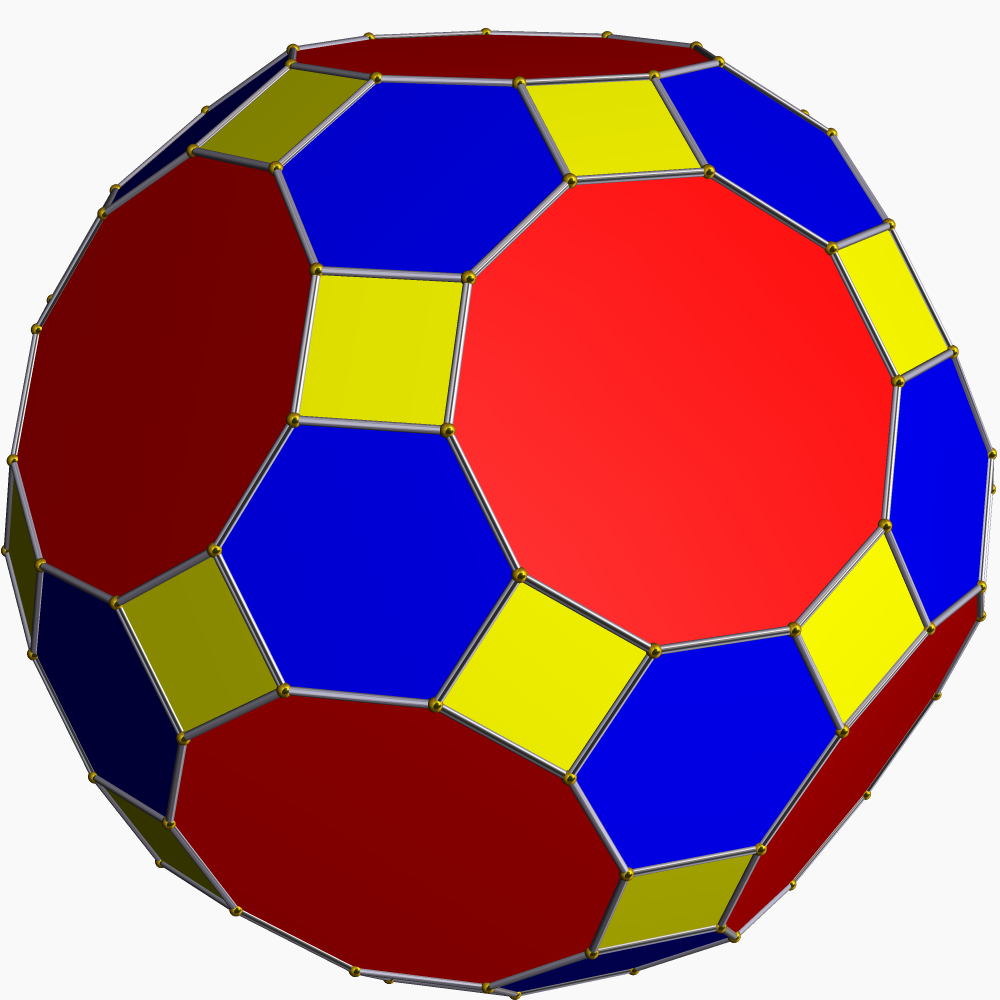
Icosidodecaedro truncado bD= bI
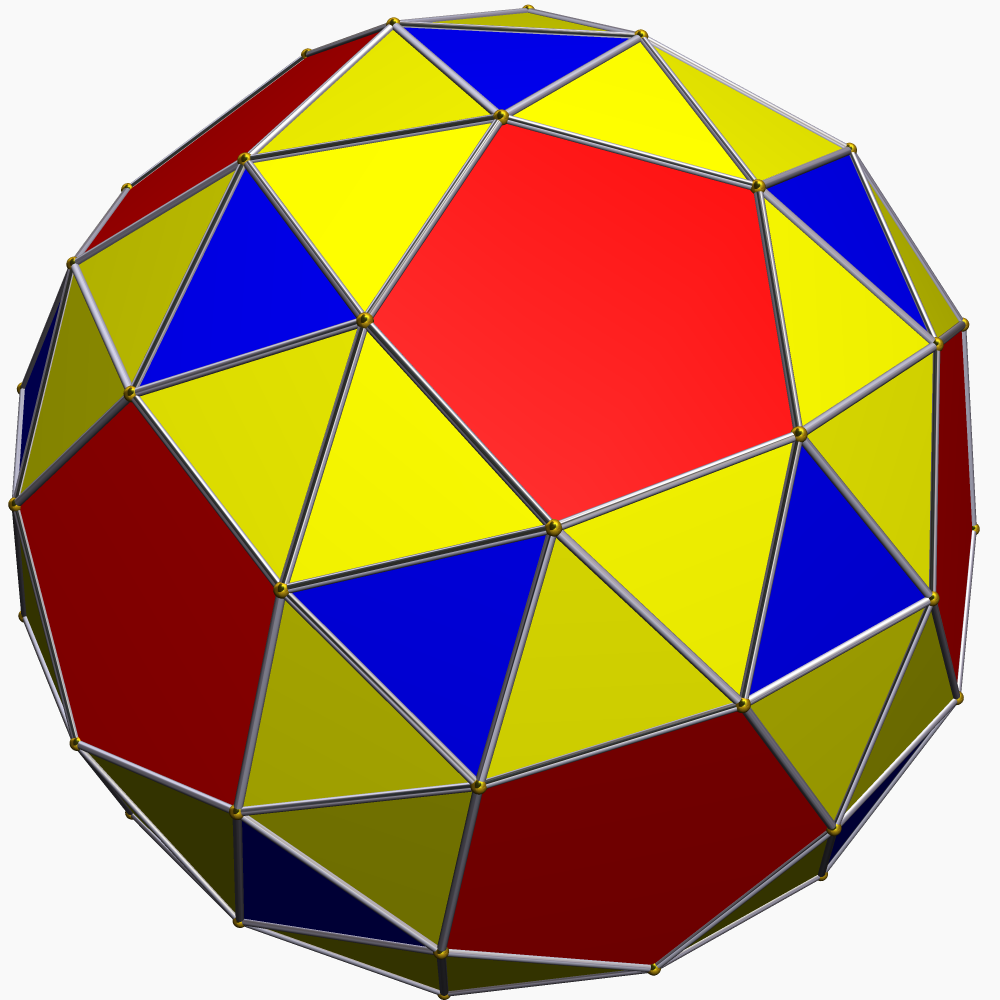
Dodecaedro achatado sD= sI

Sólidos de Catalan
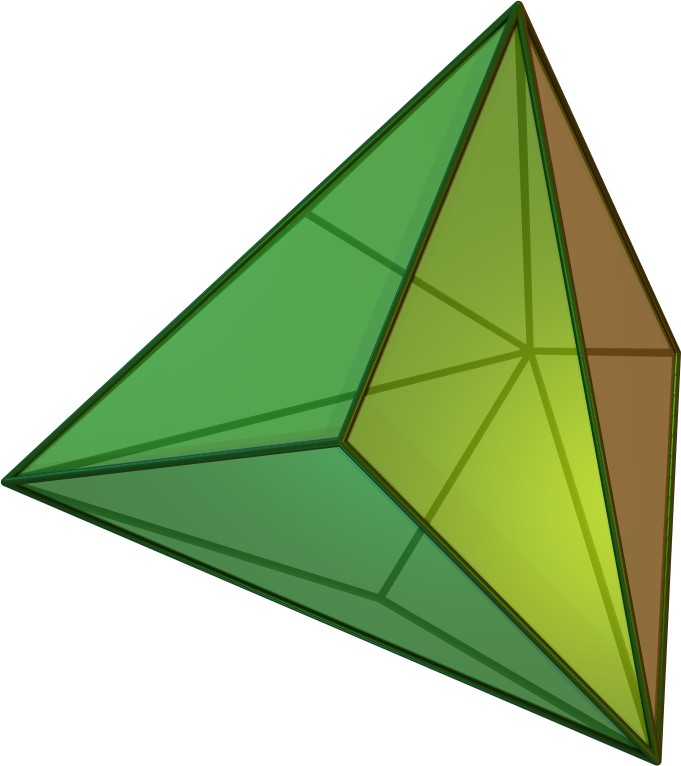
Triaquistetraedro kT
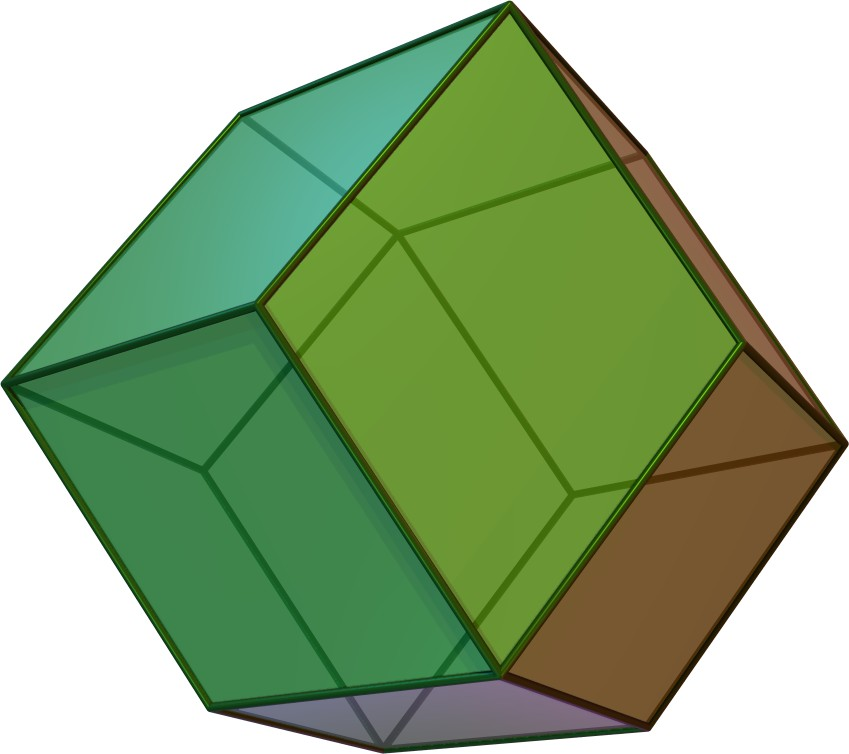
Rombododecaedro jC= jO= oT
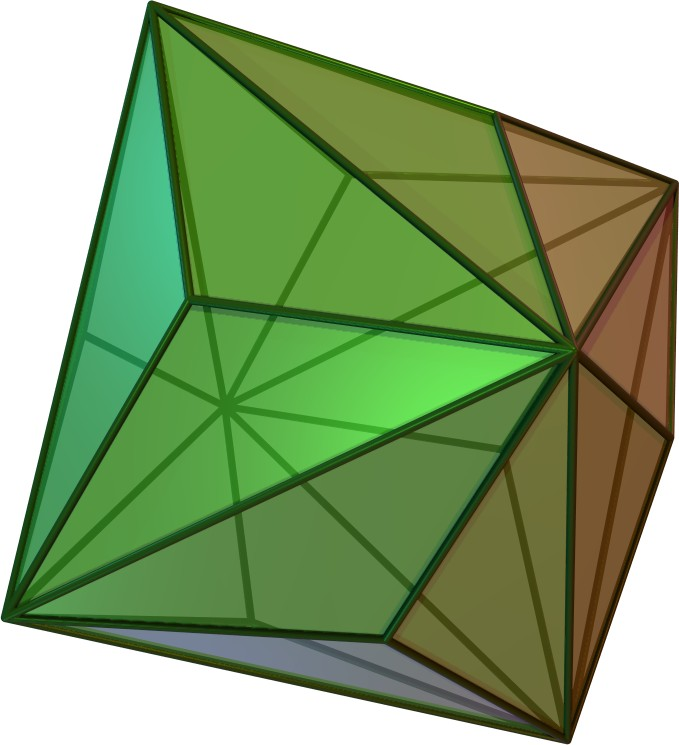
Triaquisoctaedro kO
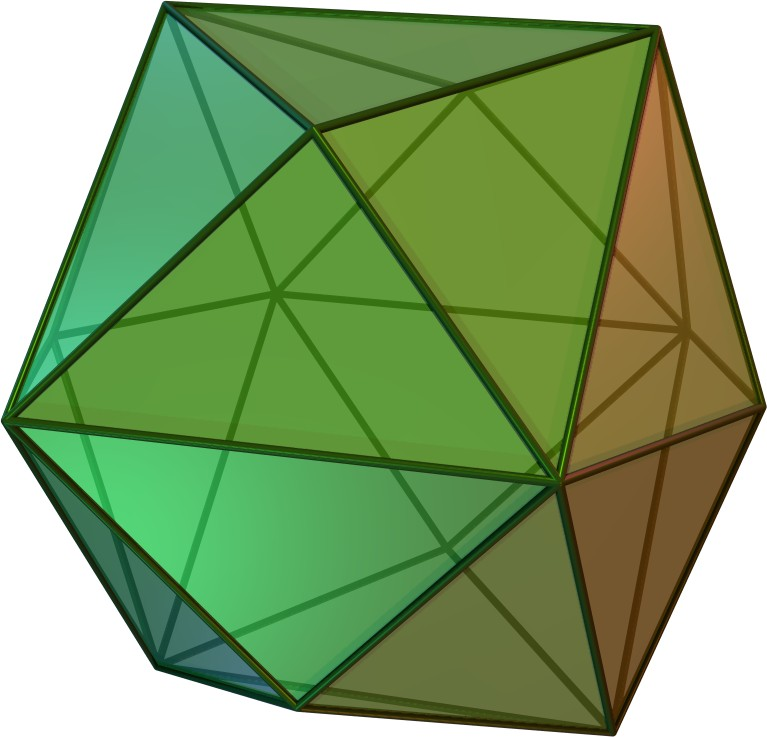
Tetraquishexaedro kC= mT
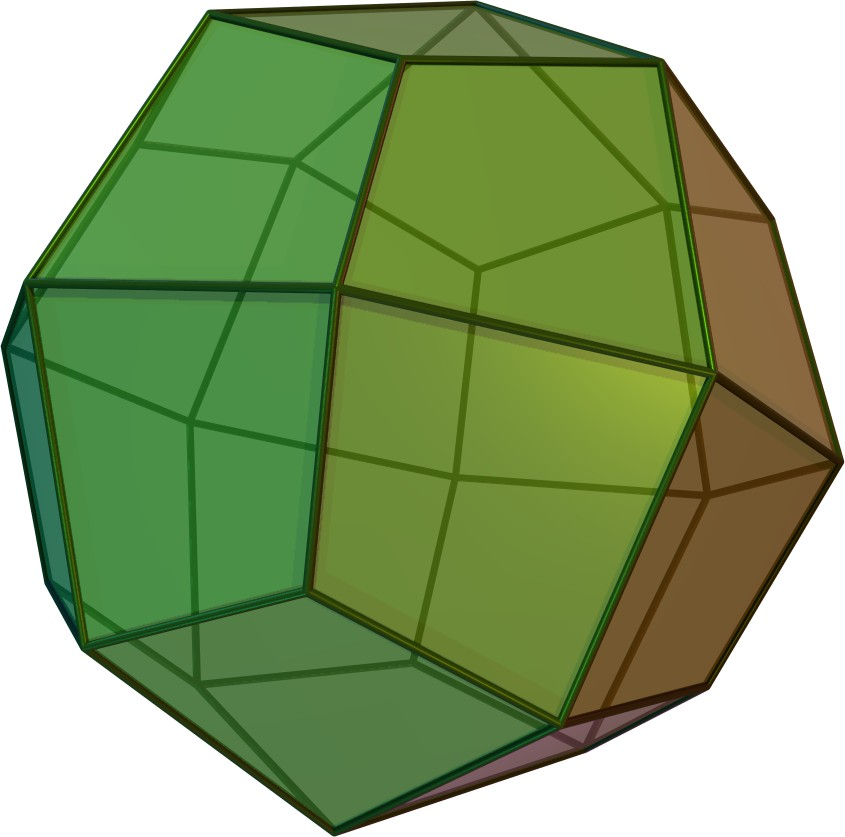
Icositetraedro deltoidal oC= oO
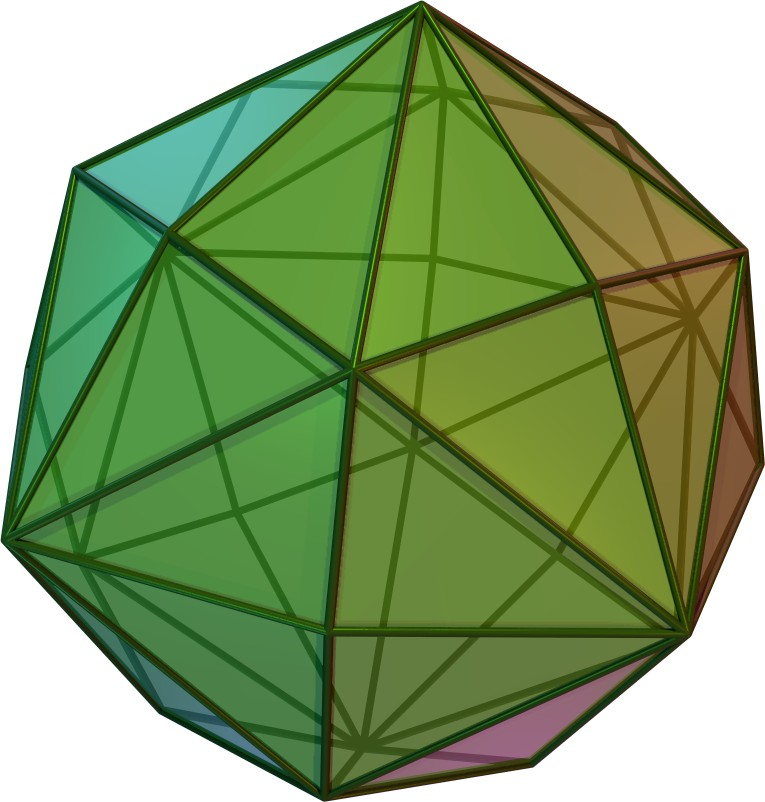
Hexaquisoctaedro mC= mO
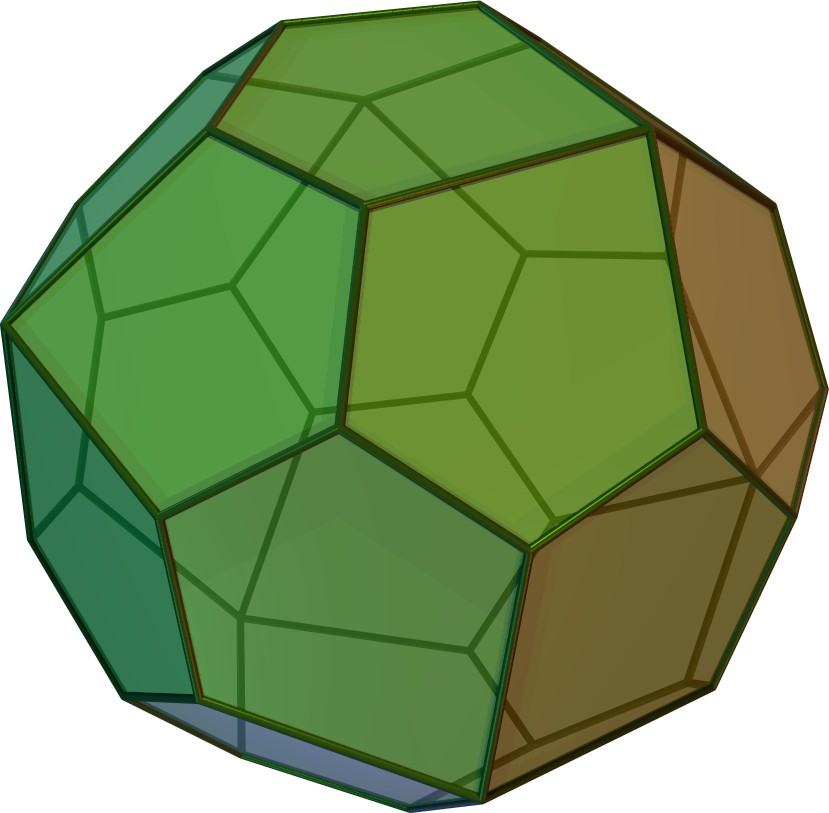
Icositetraedro pentagonal gC= gO
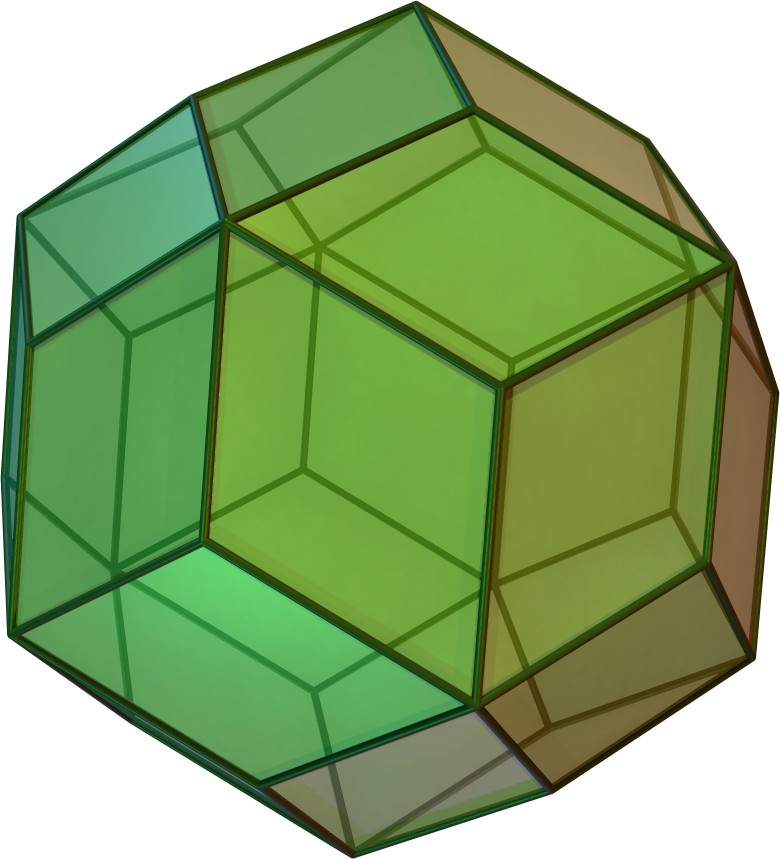
Triacontaedro rómbico jD= jI
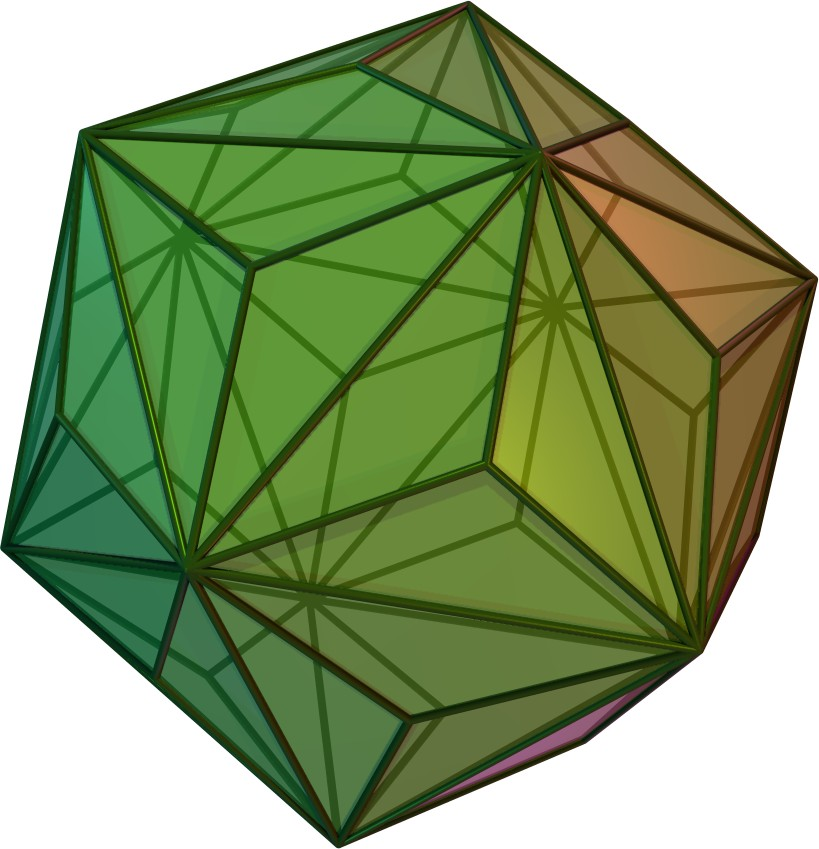
Triaquisicosaedro kI
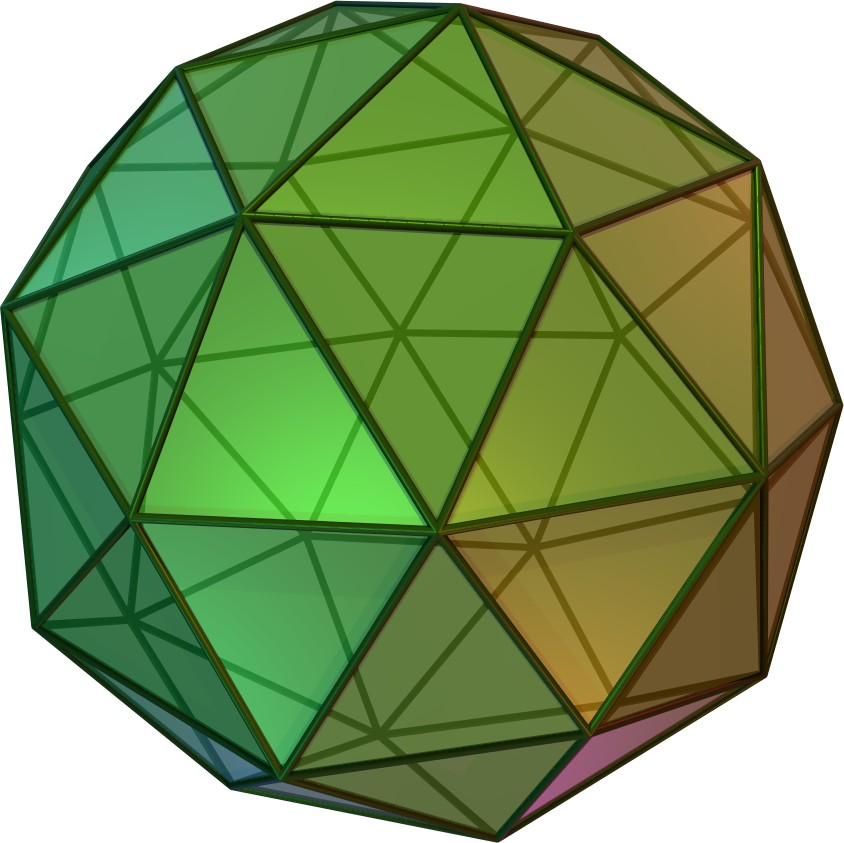
Pentaquisdodecaedro kD
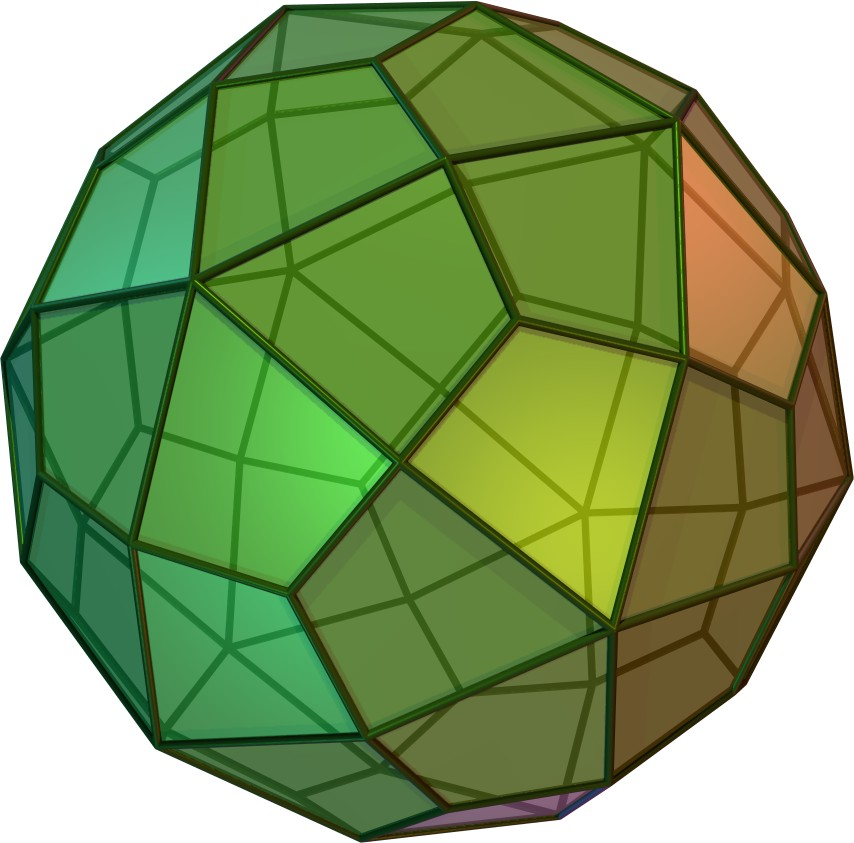
Hexecontaedro deltoidal oD= oI
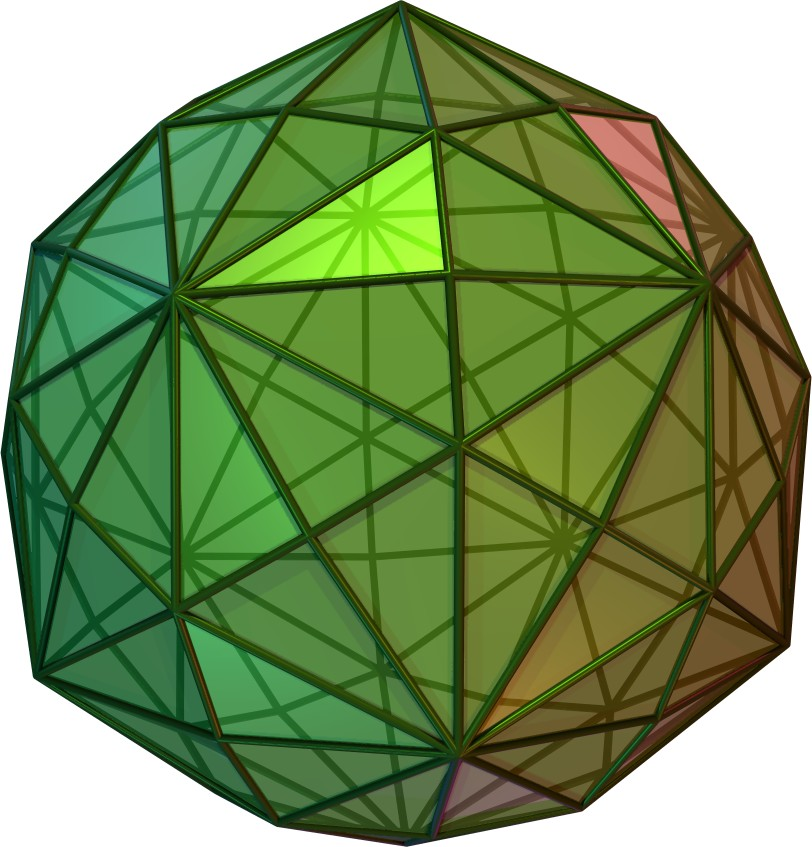
Hexaquisicosaedro mD= mI
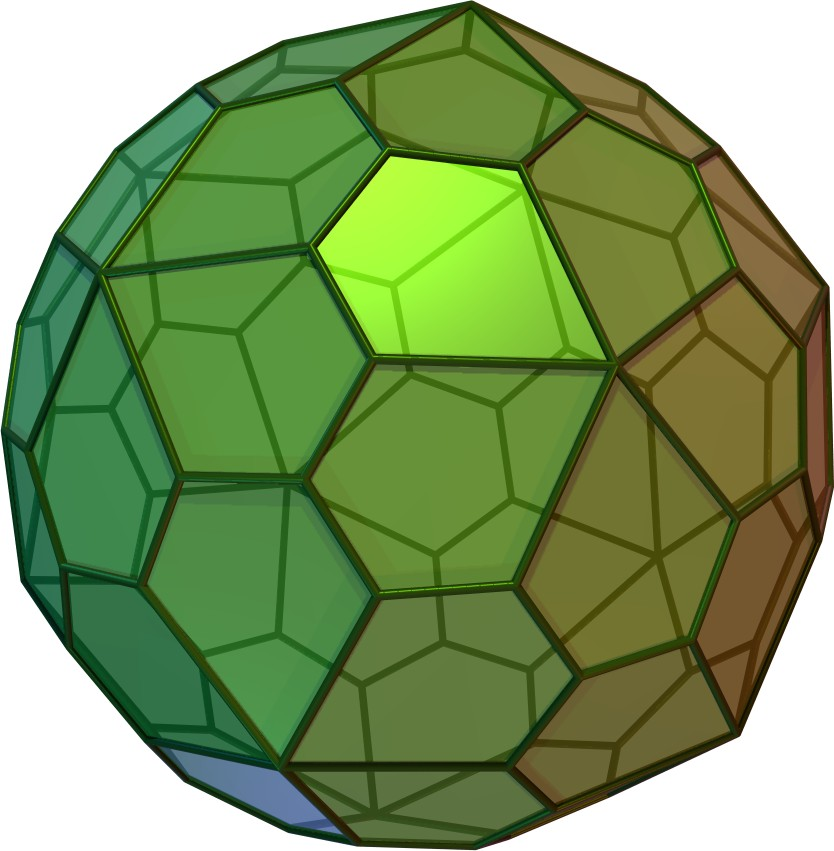
Hexecontaedro pentagonal gD= gI

### Operadores compuestos
El icosaedro truncado, tI, se puede utilizar como semilla para crear algunos poliedros visualmente más agradables, aunque no son ni isogonales ni isoedrales.

tI
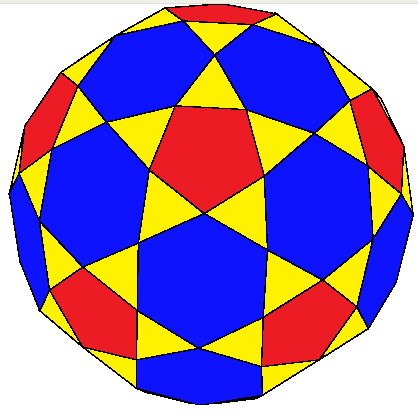
atI
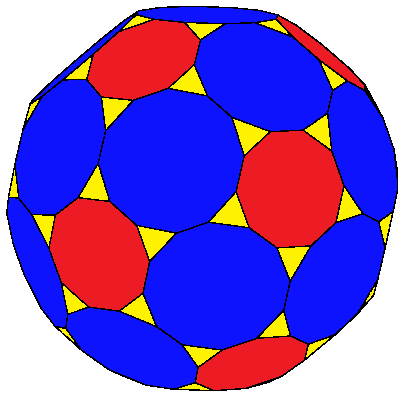
ttI
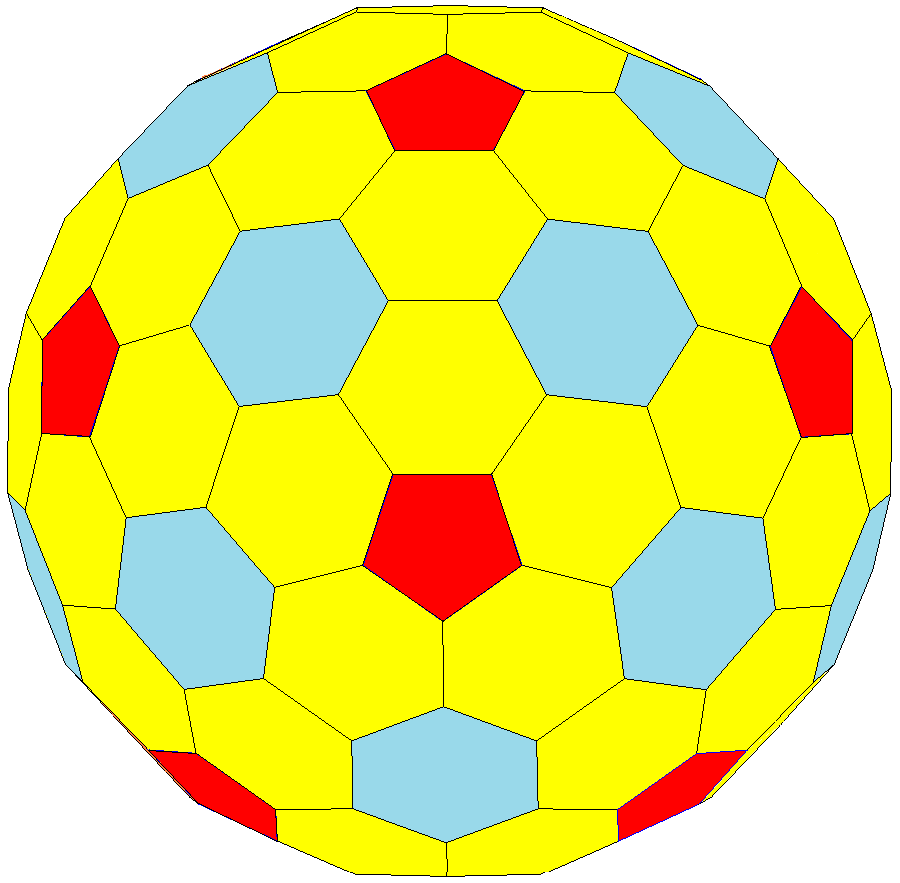
ztI= ttD
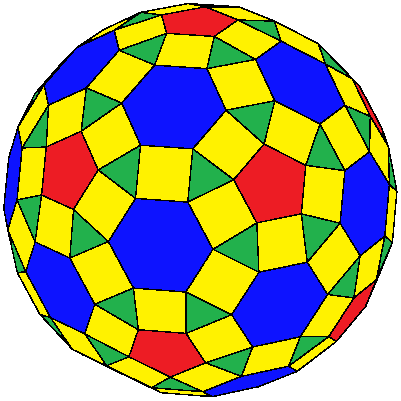
etI
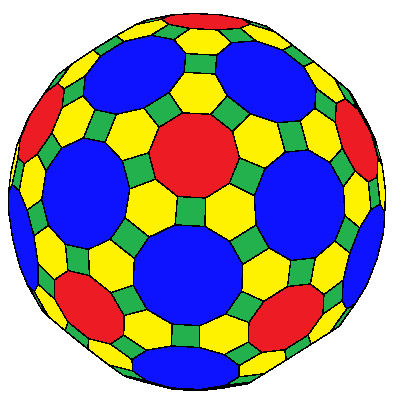
btI
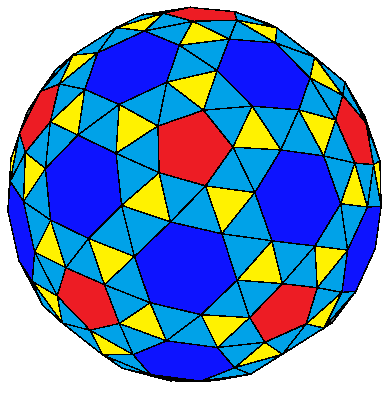
stI

Duales
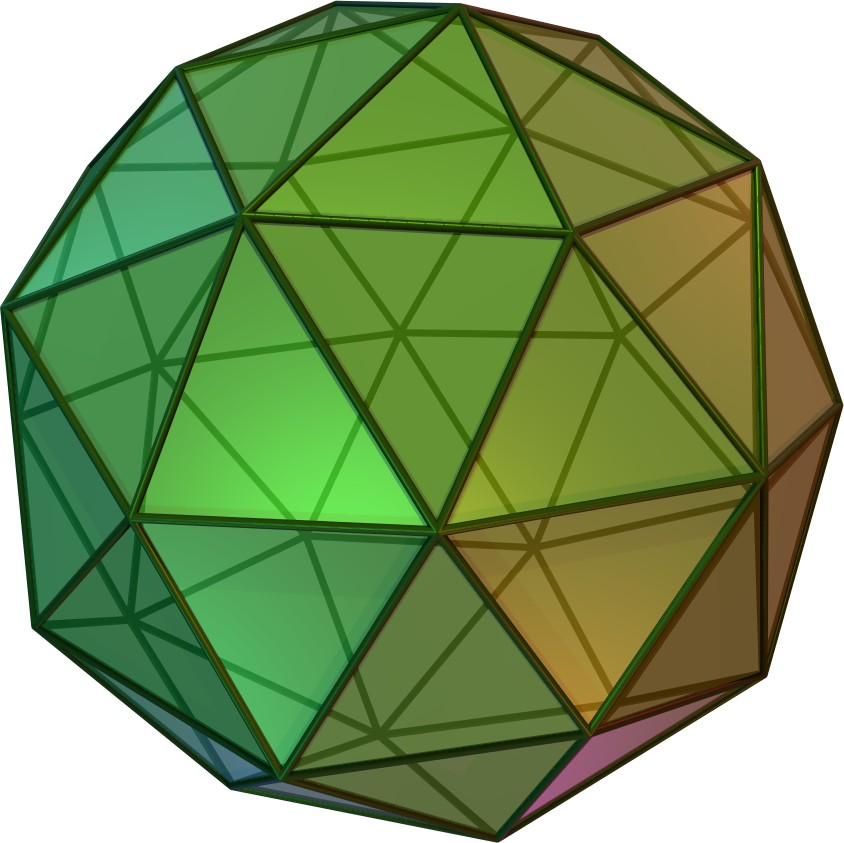
dtI= nI= kD
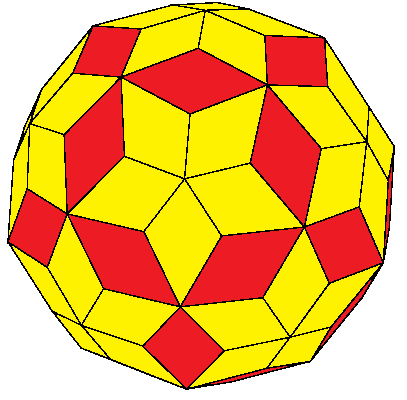
jtI
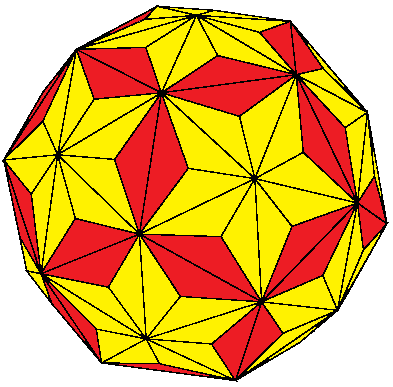
ntI= kkD
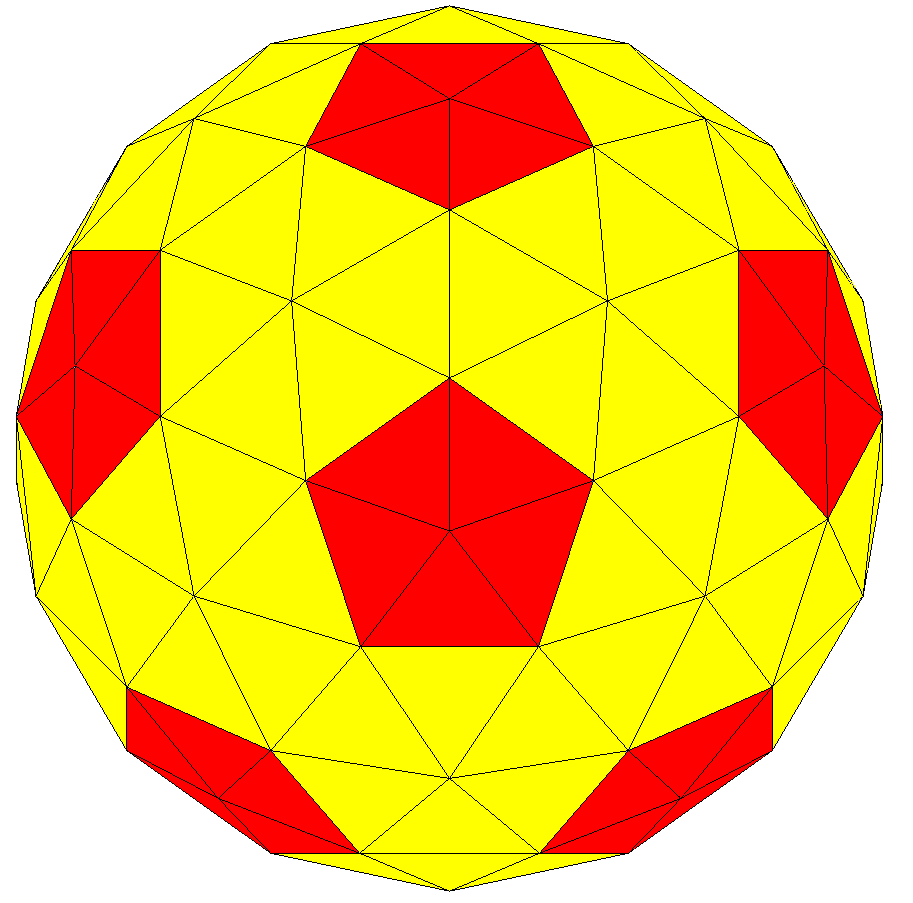
ktI
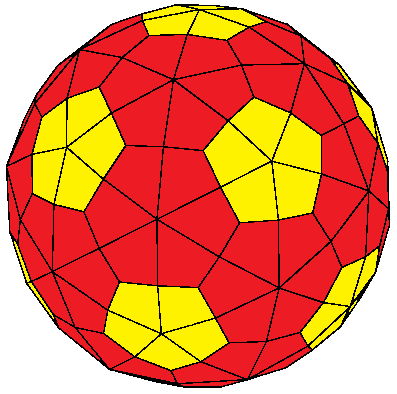
otI
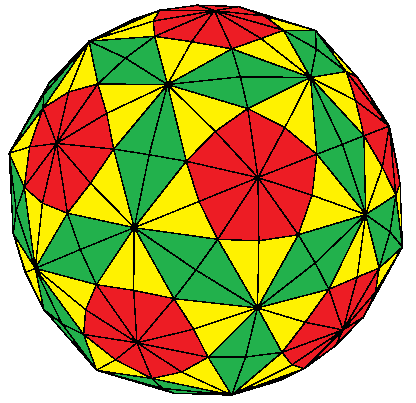
mtI
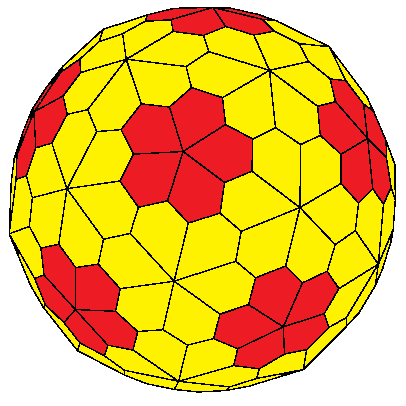
gtI

### En el plano
Cada uno de los teselados uniformes convexos se puede crear aplicando operadores de Conway a los teselados regulares Q, H y Δ.

Teselado cuadrado Q= dQ= aQ= eQ = jQ= oQ
Teselado cuadrado truncado tQ= bQ
Tetraquis teselado cuadrado kQ= mQ
Teselado cuadrado achatado sQ
Teselación de El Cairo gQ

Teselado hexagonal H= dΔ= tΔ
Teselado trihexagonal aH= aΔ
Teselado hexagonal truncado tH
Teselado rombitrihexagonal eH= eΔ
Teselado trihexagonal truncado bH= bΔ
Teselado trihexagonal achatado sH= sΔ

Teselado triangular Δ= dH= kH
Teselado rómbico jΔ= jH
Triaqis teselado triangular kΔ
Teselado trihexagonal deltoidal oΔ= oH
Teselado quisrómbico mΔ= mH
Teselado pentagonal floral gΔ= gH

### En un toro
Los operadores de Conway también se pueden aplicar a poliedros toroidales y poliedros con múltiples agujeros.

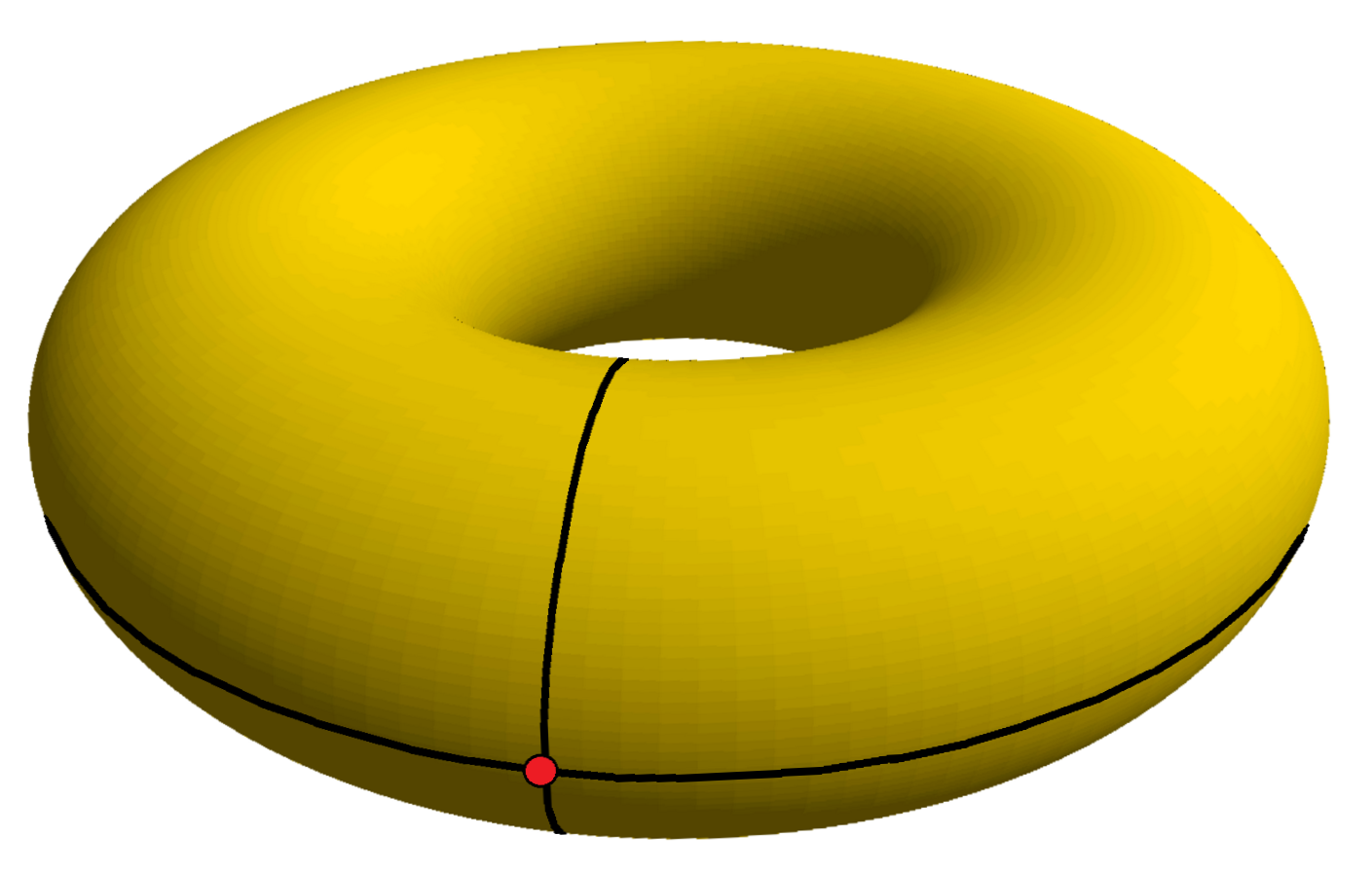
Toroide cuadrado regular de orden 1x1, {4,4}1,0
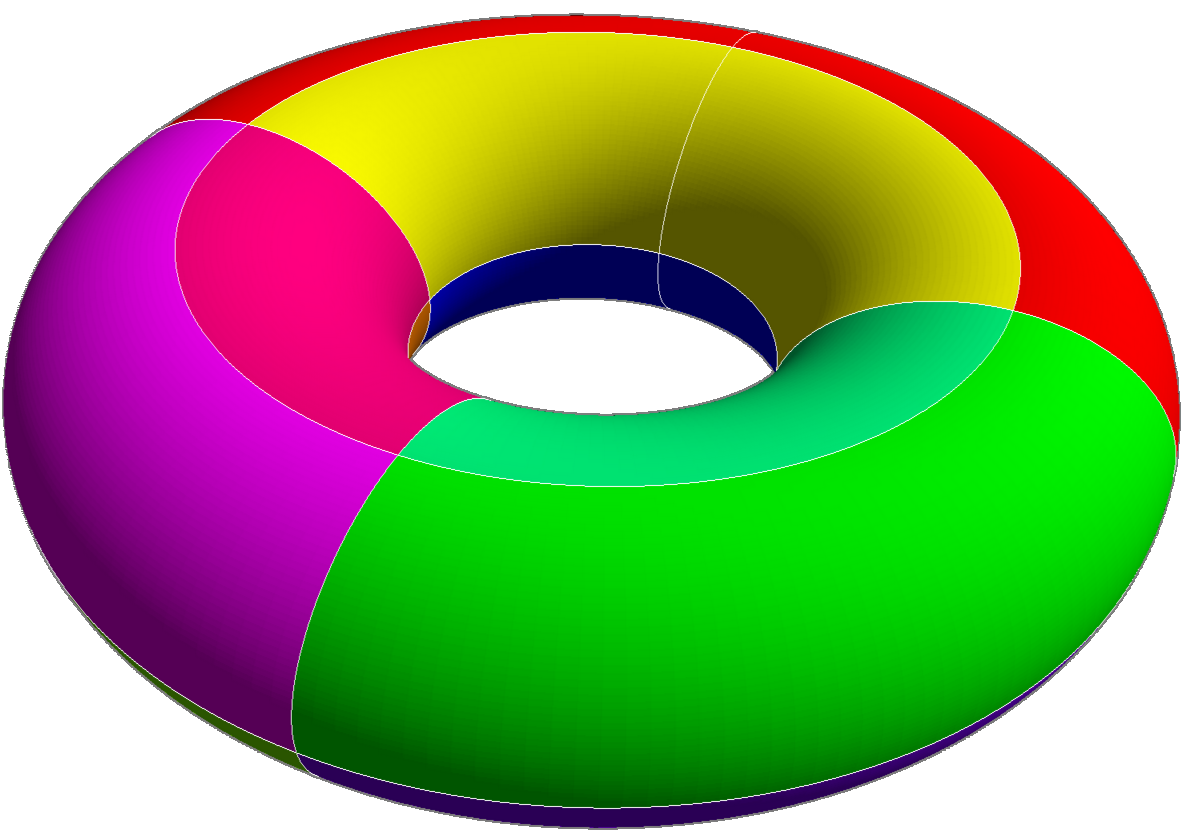
Toroide cuadrado regular de orden 4x4,, {4,4}4,0
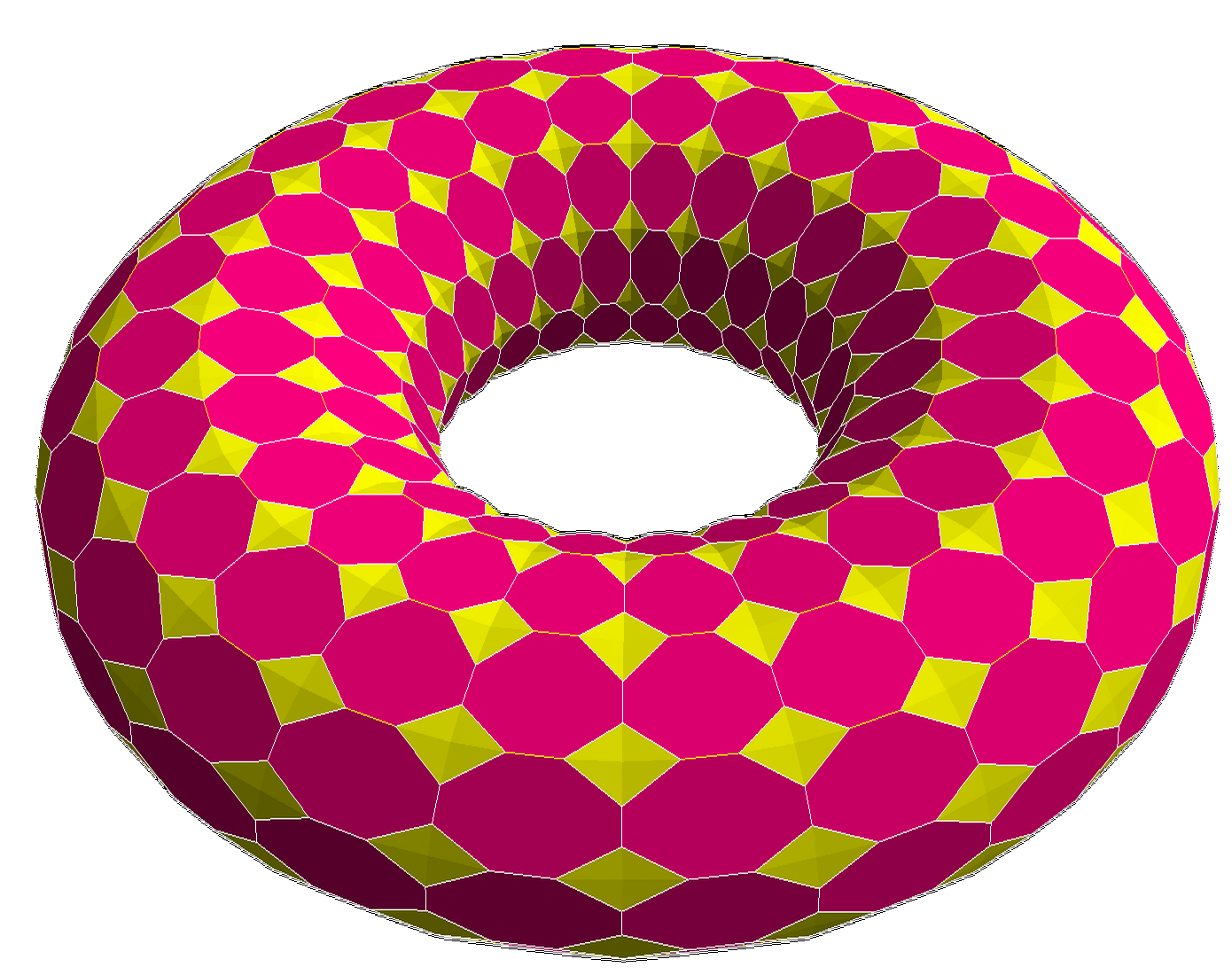
tQ24×12 proyectado sobre un toro
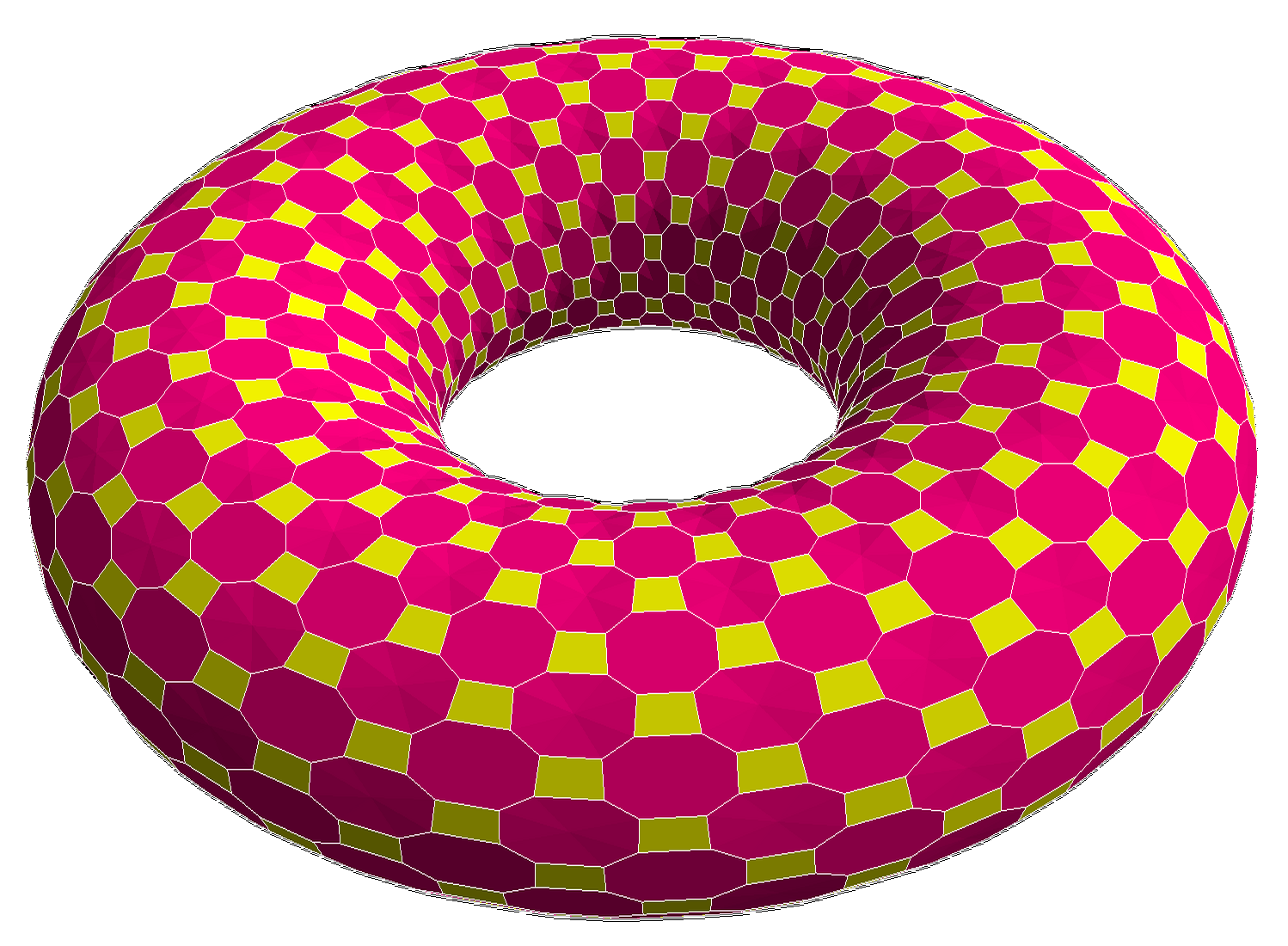
taQ24×12 proyectado sobre un toro
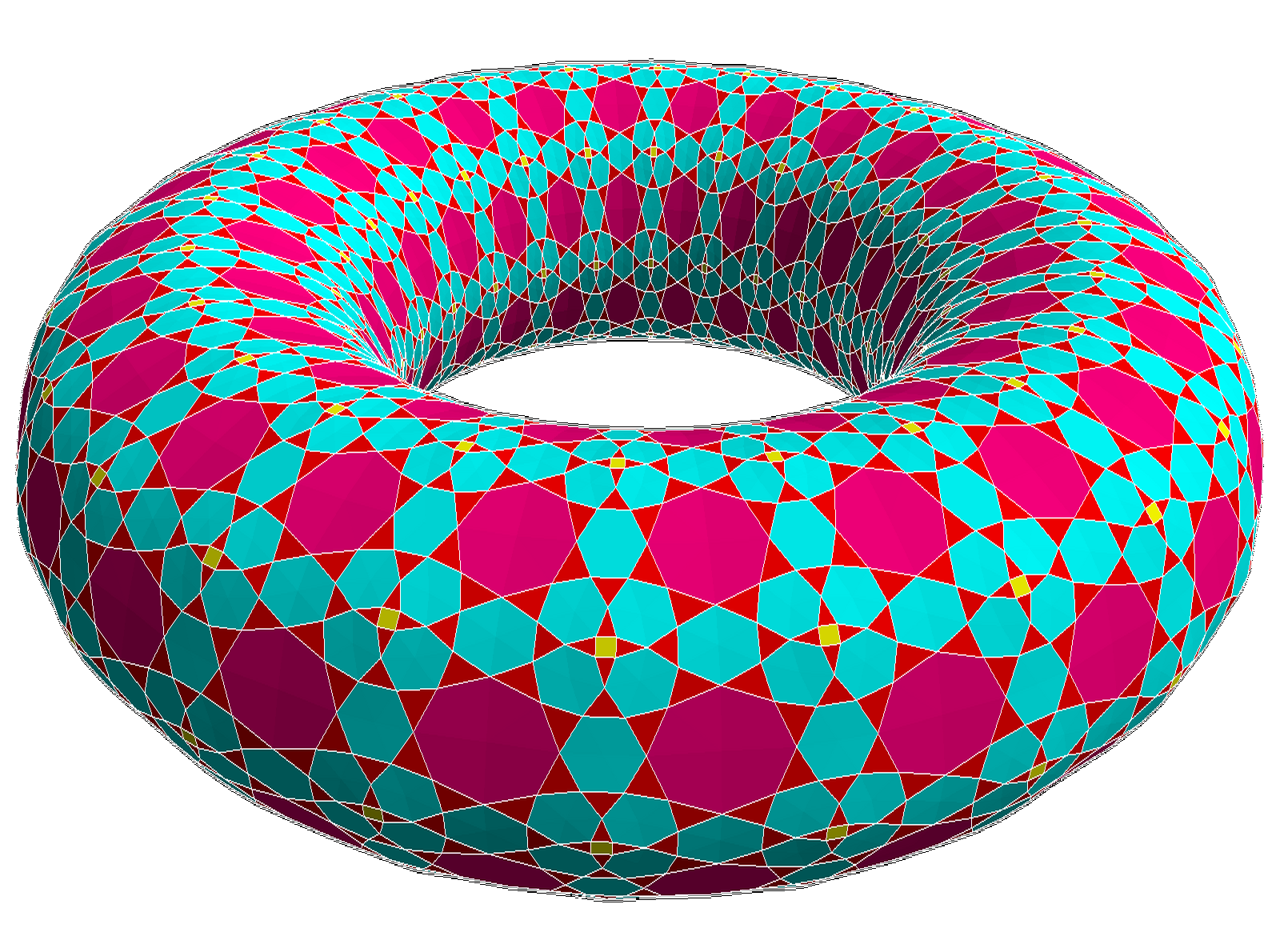
actQ24×8 proyectado sobre un toro
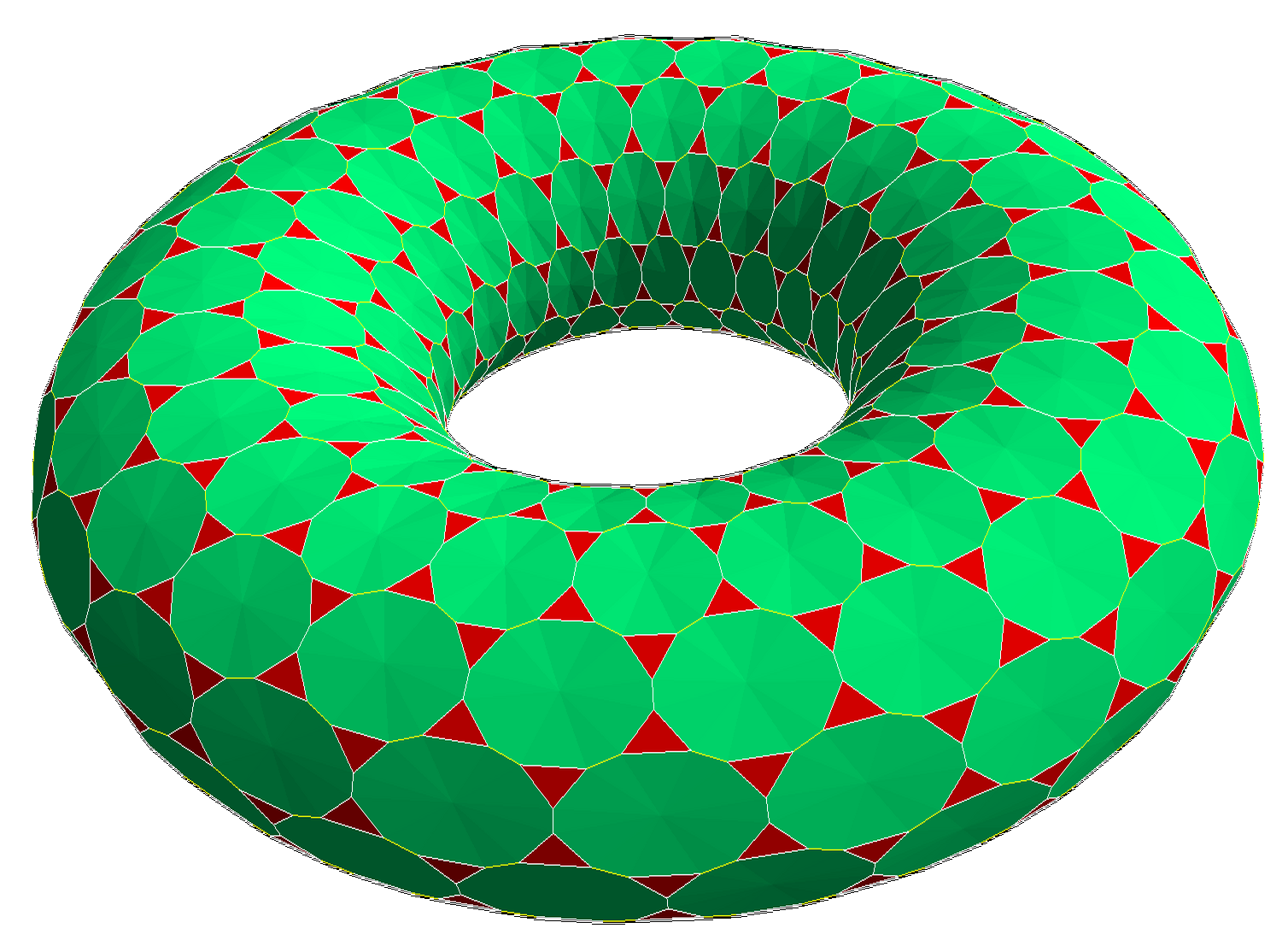
tH24×12 proyectado sobre un toro
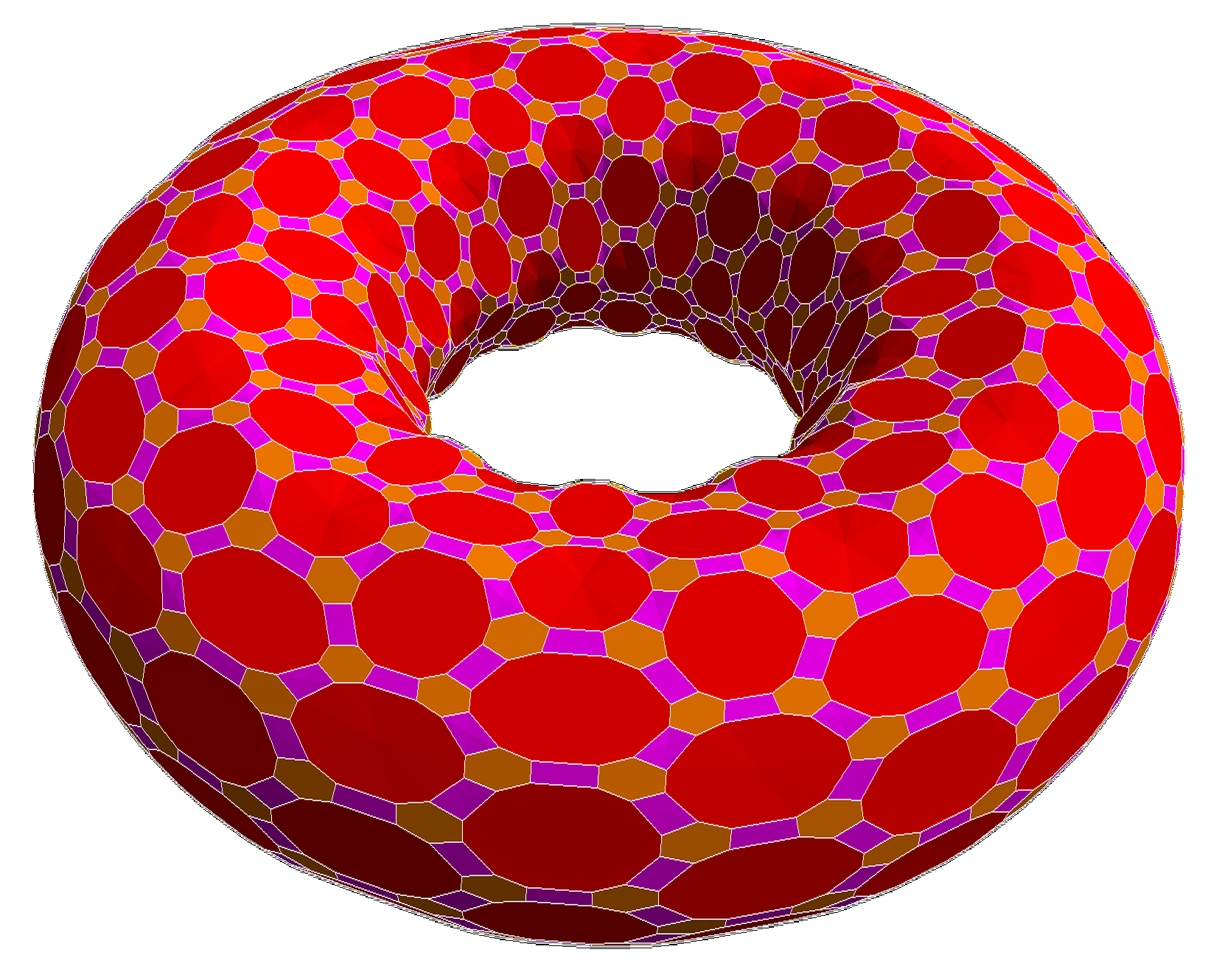
taH24×8 proyectado sobre un toro
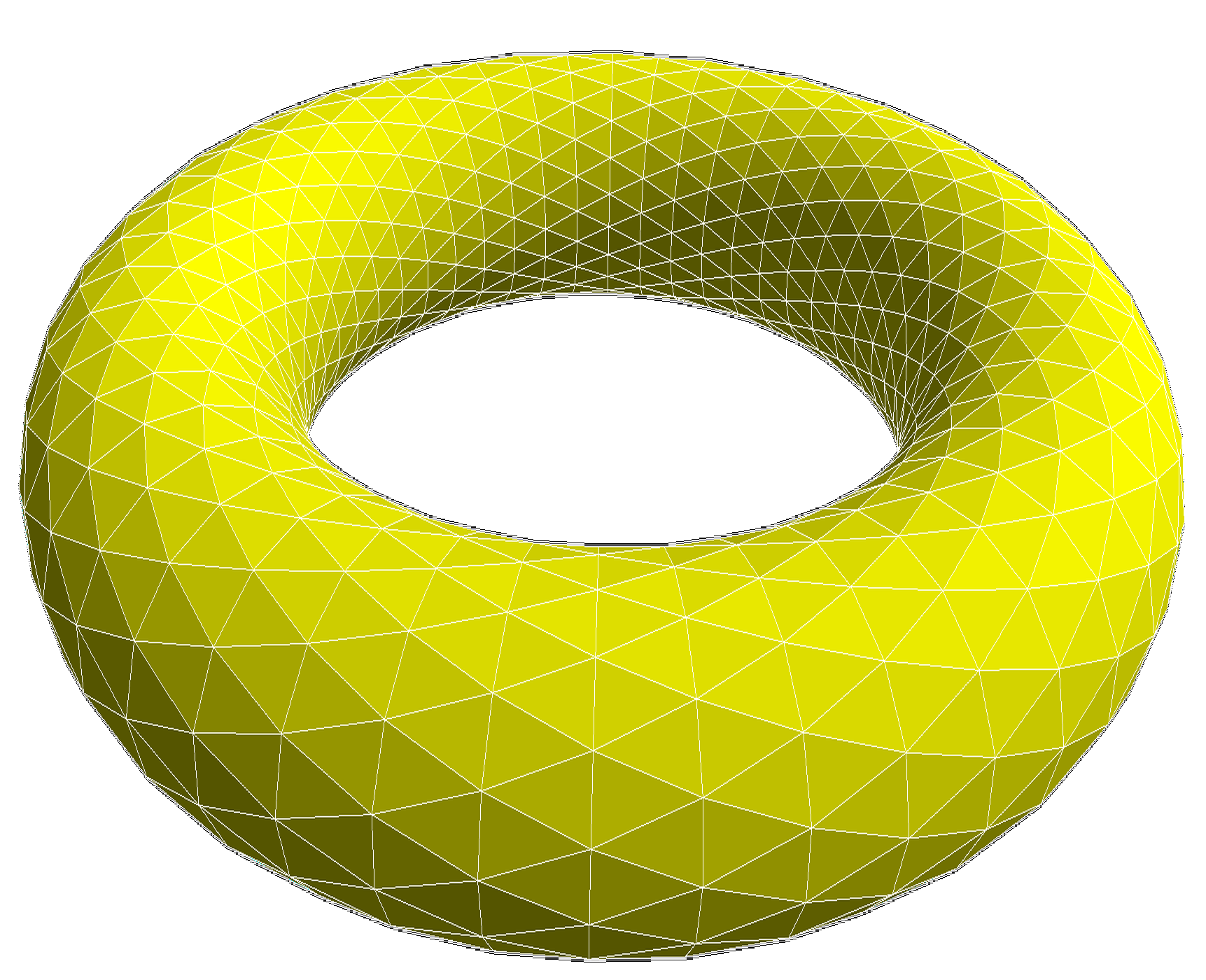
kH24×12 proyectado sobre un toro